# Jean de La Fontaine
Pour les articles homonymes, voir Jean Fontaine et La Fontaine.
Jean de La Fontaine, baptisé le 8 juillet 1621 en l'église Saint-Crépin-hors-les-murs à Château-Thierry et mort le 13 avril 1695 à Paris, est un homme de lettres du Grand siècle et l'un des principaux représentants du classicisme français. Outre ses Fables et ses Contes libertins, qui ont établi sa célébrité dès les années 1660, on lui doit divers poèmes, pièces de théâtre et livrets d'opéra qui confirment son ambition de moraliste.
Proche de Nicolas Fouquet, Jean de La Fontaine reste à l'écart de la cour royale, mais fréquente les salons parisiens, notamment celui de Madame de La Sablière. Malgré des oppositions, il est reçu à l'Académie française en 1684. Dans la fameuse Querelle des Anciens et des Modernes, il se range avec ses collègues Racine et Boileau dans le parti des Anciens.
C'est en effet en s'inspirant des fabulistes de l'Antiquité gréco-latine et en particulier d'Ésope, qu'il écrit les Fables qui font sa renommée. Le premier recueil, qui correspond aux livres I à VI des éditions modernes, est publié en 1668, le deuxième (livres VII à XI) en 1678, et le dernier (livre XII actuel) est daté de 1694. Le brillant maniement des vers et la visée morale des textes, beaucoup plus complexes qu'il n'y paraît à la première lecture, ont déterminé le succès de cette œuvre à part et les Fables de La Fontaine sont toujours considérées comme un des chefs-d’œuvre de la littérature française. Le fabuliste a éclipsé le conteur, d'autant que le souci moralisant a mis dans l’ombre les contes licencieux publiés entre 1665 et 1674.

## Biographie
Jean de La Fontaine est le fils de Charles de La Fontaine (1594-1658), maître des Eaux et Forêts et capitaine des chasses du duché de Château-Thierry, et de Françoise Pidoux (1582-1644), fille de Jean Pidoux, seigneur de la Maduère (1550-1610). Il a un frère cadet, Claude, né en 1623, et une demi-sœur, Anne de Jouy, née en 1611 d'une première union de leur mère avec Louis de Jouy, un riche marchand de Coulommiers.
Issu d'une famille de marchands-drapiers en voie d'anoblissement, il passe ses premières années à Château-Thierry, dans l'hôtel particulier que ses parents ont acheté en 1617 au moment de leur mariage. Jean de La Fontaine exercera d'ailleurs la charge de maître particulier jusqu'en 1671. Le poète gardera cette maison jusqu'en 1676, époque où il connaît des embarras pécuniaires après avoir dilapidé la fortune paternelle. Classée monument historique en 1887, la demeure du fabuliste abrite aujourd’hui le musée Jean-de-La-Fontaine.

### Années de formation (1641-1658)

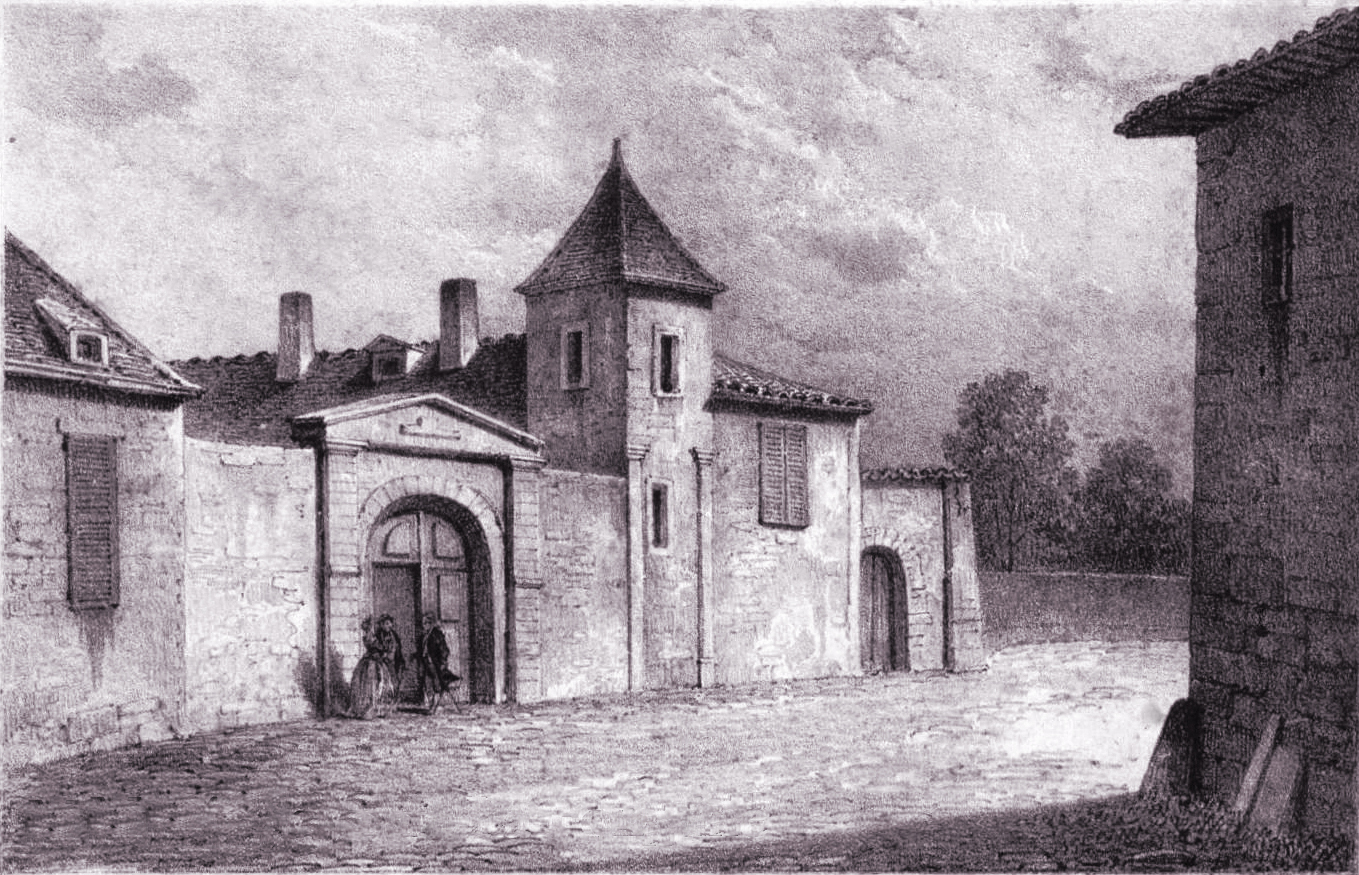
Sa maison à Château-Thierry.

On sait peu de choses sur les études de La Fontaine. On sait qu’il a fréquenté jusqu'en troisième le collège de sa ville natale, qu'il s'y est lié d'amitié avec François de Maucroix et qu'il a appris le latin, mais pas le grec. Un mouvement de ferveur lui inspire d’être ecclésiastique, et il entre le 27 avril 1641 au couvent de l’Oratoire. Comme il est le fils aîné, il est très douteux qu’il ait été encouragé par sa famille dans cette vocation (d’autant plus que son frère cadet le rejoint bientôt dans cette institution) ; cependant son père ne s’y oppose pas. Mais dès 1642 il renonce à l'état clérical, préférant lire L'Astrée, d’Honoré d'Urfé, et Rabelais, plutôt que saint Augustin,.
Il reprend des études de droit à Paris et fréquente un cercle de jeunes poètes : les Chevaliers de la table ronde, où il rencontre Paul Pellisson, François Charpentier, Gédéon Tallemant des Réaux, et Antoine de Rambouillet de La Sablière, qui épousera la future protectrice du poète, Marguerite de La Sablière. Il obtient en 1649 un diplôme d’avocat au parlement de Paris.
Entretemps, en 1647, son père a organisé pour lui un mariage de complaisance avec la très jeune Marie Héricart (1633-1709), fille de Louis Héricart (1605-1641), lieutenant civil et criminel du bailliage de La Ferté-Milon, d’Agnès Petit de Heurtebise (1606-1670). Le contrat de mariage est signé chez le notaire Thierry François, le 10 novembre 1647. Le marié a 26 ans, la mariée 14 et demi.
S'il faut en croire ce que Tallemant des Réaux écrira dix ans plus tard dans l'historiette qu'il consacre à quelques « rêveurs » notoires du temps, La Fontaine ne tarde pas à se lasser de son épouse et à la délaisser pour des amours éphémères :
« Sa femme dit qu'il resve tellement qu'il est quelque fois trois semaines sans croire estre marié. C'est une coquette qui s'est assez mal gouvernée depuis quelque temps : il ne s'en tourmente point. On luy dit : mais un tel cajolle vostre femme. — Ma foy ! répond-il, qu'il fasse ce qu'il pourra ; je ne m'en soucie point. Il s'en lassera comme j'ay fait. Cette indifférence a fait enrager cette femme, elle seiche de chagrin. Lui est amoureux où il peut… »
Ses fréquentations parisiennes, pour ce que l’on en sait, sont celles des sociétés précieuses et libertines de l’époque.
Son attitude pendant les troubles de la Fronde, de 1648 à 1653, est inconnue. L'instabilité politique et les revirements continuels de cette période ont pu lui inspirer la morale désabusée de certaines fables comme Conseil tenu par les rats ou La Chauve-souris et les Deux Belettes : « Le Sage dit, selon les gens, Vive le Roi, vive la Ligue ».
En 1652, La Fontaine acquiert la charge de maître particulier triennal des eaux et des forêts du duché de Château-Thierry, à laquelle se cumule celle de son père à la mort de celui-ci. Tâche dont on soupçonne La Fontaine de ne guère s’occuper avec passion ni assiduité et qu’il revend intégralement en 1672. En 1652, sa femme lui donne un fils, Charles (1652-1722), dont l'éducation est confiée à son parrain, le chanoine François Maucroix, le plus grand ami du poète tout au long de sa vie.
À cette époque, La Fontaine se consacre entièrement à la littérature. Sa première œuvre imprimée, l'adaptation en vers de L’Eunuque de Térence, paraît en 1654 chez le célèbre libraire Augustin Courbé, sans susciter d'intérêt dans les milieux littéraires de la capitale,.
Depuis son séjour de Château-Thierry, il écrit des vers de circonstance pour des dames qui pourront appuyer sa renommée. À l'automne 1657, il s'excuse plaisamment à Mme de Coucy, abbesse de Mouzon à la frontière des Pays-Bas espagnols, de ne pas lui rendre visite car il redoute les incursions de la garnison de Rocroi, composée d'Espagnols et de partisans du Grand Condé : « Je suis un homme de Champagne/Qui n'en veut point au roi d'Espagne/Cupidon seul me fait marcher ». En 1662, il dédie une épître flatteuse à la jeune Marie-Anne Mancini, devenue par mariage duchesse de Bouillon et dame de Château-Thierry : c'est qu'il a besoin du soutien de son époux, le duc de Bouillon, dans un procès où il risque une lourde amende pour usurpation de noblesse. Les Bouillon resteront ses protecteurs.

### Au service de Nicolas Fouquet (1658-1663)
En 1658, après que La Fontaine et sa femme ont demandé la séparation de biens par mesure de prudence, il entre au service de Nicolas Fouquet, procureur général au Parlement de Paris et surintendant des Finances, auquel, outre une série de poèmes de circonstances prévus par contrat — une « pension poétique » —, il dédie le poème épique Adonis, tiré d’Ovide, et élabore un texte composite à la gloire du domaine de son patron, Le Songe de Vaux, qui restera inachevé, car Fouquet est arrêté sur ordre de Louis XIV. Cette arrestation survient au lendemain des fêtes fastueuses que Fouquet avait organisées, au cours de l'été 1661, en son château de Vaux-le-Vicomte et dont La Fontaine donne un compte rendu détaillé à son ami Maucroix,.
Fidèle en amitié, La Fontaine écrit en faveur de son protecteur en 1662, l’Ode au Roi puis l’Élégie aux nymphes de Vaux. Certains biographes ont soutenu que cette défense de Fouquet, alors arrêté, avait valu à La Fontaine la haine de Colbert, puis celle de Louis XIV lui-même, sans que l’on dispose de témoignages clairs à ce sujet.
On ne sait pas exactement si son voyage en Limousin en 1663 résulte d'un exil ordonné par l’administration de Louis XIV ou de la décision librement consentie de faire accompagner l'oncle de sa femme Jannart, exilé, qui l'avait présenté à Fouquet en 1658. Il tire de ce déplacement une Relation d’un voyage de Paris en Limousin : il s’agit d’un récit de voyage sous forme de lettres en vers et en prose adressées à son épouse, publié de façon posthume. Dans ce récit, il mentionne sa rencontre avec une servante d'auberge à Bellac, ce qui permettra à Jean Giraudoux, originaire de ce lieu, de s'imaginer une affiliation avec ce poète, pour qui l'écrivain noue une grande passion.

### L’apogée de l’activité littéraire (1664-1679)
En juillet 1664, La Fontaine entre au service de la duchesse douairière d’Orléans. Il partage alors son temps entre Paris et Château-Thierry, en qualité de gentilhomme — ce qui assure son anoblissement.
En décembre de la même année, il fait une entrée remarquée sur la scène littéraire publique, avec la publication par le libraire Claude Barbin d'un mince recueil de Nouvelles en vers tirées de Boccace et de l'Arioste, dont la plus longue, intitulée "Joconde ou l'infidélité des femmes" et tirée du chant XXVIII du Roland furieux, raconte les plaisantes aventures du roi Astolphe et de son ami Joconde (Giocondo en italien), tous deux trompés par leurs épouses et partis courir le monde pour vérifier s'il existe des femmes fidèles. L'histoire avait déjà fait l'objet de deux adaptations en français, quand La Fontaine a composé la sienne en vers irréguliers et en prenant de grandes libertés avec le récit de l'Arioste. Dans le même temps, un certain Jean de Bouillon, secrétaire de Gaston d'Orléans, en donnait, en octosyllabes, une version plus proche, dans la narration, de l'original italien, mais moins nettement licencieuse que celle de La Fontaine. La comparaison des deux textes et de leurs manières différentes d'"imiter" une même source a suscité dans les salons parisiens une querelle littéraire, qui a connu son point d'orgue dans une étonnante gageure (un pari de cent pistoles) opposant deux représentants de chacun des "partis". Sollicitée par l'un des parieurs de lui fournir un argumentaire en faveur de la nouvelle de La Fontaine, une plume experte, et anonyme, s'en est acquittée dans un brillant essai de critique comparative, qui sera publié en 1668 sous le titre de Dissertation sur la Joconde. Sur ses vieux jours, Nicolas Boileau s'en attribuera la paternité, sans jamais la faire paraître dans le recueil de ses œuvres.
Deux recueils des Contes et nouvelles en vers se succèdent alors, en 1665 et 1666, dont les canevas licencieux sont tirés notamment de Boccace et des Cent nouvelles nouvelles. Continuation de cette expérience narrative, mais sous une autre forme brève, cette fois de tradition morale, les Fables choisies et mises en vers, dédiées au Grand Dauphin, paraissent en 1668.
En 1669, La Fontaine ajoute un nouveau genre à son activité en publiant le roman Les Amours de Psyché et de Cupidon, qui suscite une relative incompréhension au vu de sa forme inédite : mélange de prose et de vers, de récit mythologique — cette fois tiré d’Apulée — et de conversations littéraires, le texte contrevient à des principes élémentaires de l’esthétique classique.
C’est à partir de la fiction des «quatre amis» que met en scène ce roman que s'est développée, dans la critique du XIXe siècle, chez Sainte-Beuve et Émile Faguet notamment, la théorie d'une « école de 1660 » née de l'amitié entre La Fontaine, Molière, Boileau et Racine, qui auraient posé ensemble les principes d'une esthétique nouvelle. Cette idée, cependant, n'a jamais été prouvée de façon concluante. Les relations entre Molière et La Fontaine sont très limitées : selon Charles-Henri Boudhors, éditeur de Boileau, ce fut La Fontaine qui présenta ce dernier à Molière, mais Georges Mongrédien rappelle que, vers 1665, Boileau est un poète débutant pratiquement inconnu. La Dissertation sur la Joconde, composée au début des années 1660 et que Boileau s'est attribuée quarante ans plus tard, constitue la première analyse, très élogieuse, de l'art de La Fontaine, mais Boileau ne fait aucune mention de La Fontaine dans son Art poétique publié en 1674. Et, en 1683 il se présente contre lui à l'Académie française. Racine et La Fontaine ont eu une correspondance amicale mais où n'apparaît aucune discussion d'ordre littéraire.
Après sa participation à un Recueil de poésies chrétiennes et diverses, édité en 1670 par Port-Royal, La Fontaine publie successivement, en 1671, un troisième recueil de Contes et nouvelles en vers, et un recueil bigarré, contenant des contes, des fables, des poèmes de l’époque de Fouquet, des élégies, sous le titre de Fables nouvelles et autres poésies.
En 1672, meurt la duchesse d’Orléans : La Fontaine connaît alors de nouvelles difficultés financières ; Marguerite de La Sablière l’accueille et l’héberge quelques mois après, probablement en 1673.
En 1674, La Fontaine se lance dans un nouveau genre : l’opéra, avec un projet de collaboration avec Jean-Baptiste Lully. C’est l’occasion d’une violente satire de La Fontaine contre Lully, registre rare dans son œuvre, dans un poème intitulé Le Florentin (Lully était originaire de Florence). La même année, un recueil de Nouveaux Contes est publié, sans privilège ni permission. Le roi est, dit-on, indigné (mais surtout assiégé par le parti dévot depuis l'affaire du Tartuffe), et le 5 avril 1675 l’édition est saisie et sa vente interdite. Pourtant, si La Fontaine avait chargé le trait anticlérical et la licence, ces contes demeuraient dans la tradition du genre et dans un topique qui rendait relativement inoffensive leur charge.

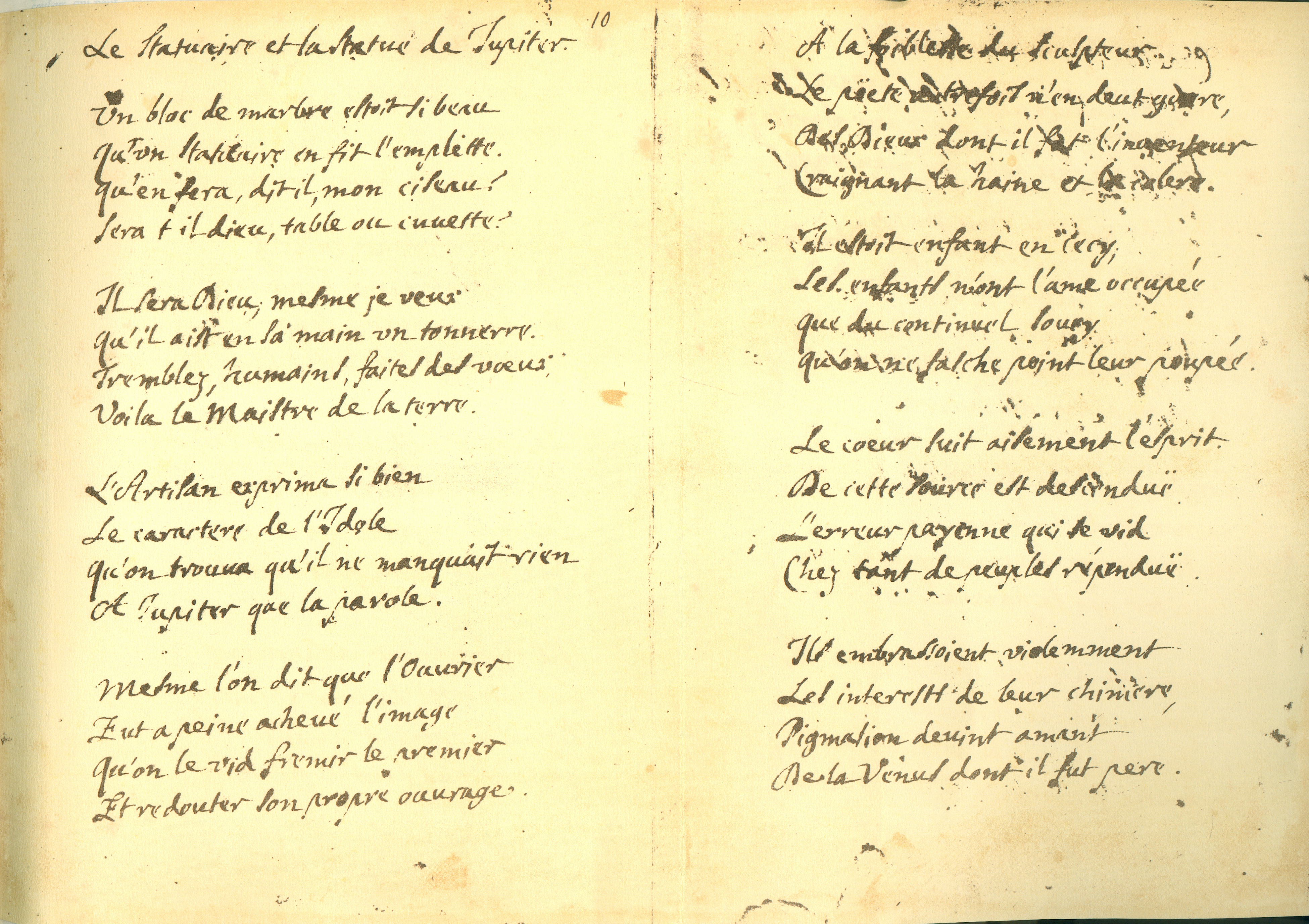
Fac-similé d'un des très rares autographes de Jean de La Fontaine.

Après deux recueils de Contes, c’est à nouveau un recueil de Fables choisies et mises en vers que publie La Fontaine en 1678 et 1679, cette fois-ci dédié à Madame de Montespan, maîtresse du Roi : ce sont les livres VII à XI des Fables, à l'époque numérotés de I à V.

### Les années 1680, autour de l’Académie
Période moins faste, où les productions sont quantitativement moins importantes, mais non moins diverses : ainsi, en 1682, La Fontaine publie un « Poème du Quinquina », poème philosophique dans la manière revendiquée de Lucrèce à l’éloge du nouveau médicament, et accompagné de deux nouveaux contes.
L’activité littéraire des années 1665-1679 se solde en 1684 par une élection, néanmoins tumultueuse, à l’Académie française, sans qu’on puisse préciser les exactes raisons de cette difficulté : on a pu faire l’hypothèse que l’administration louis-quatorzième gardait rancune au poète qui avait publié deux poèmes en faveur de Fouquet lors du procès de celui-ci ; le discours des opposants à cette entrée de La Fontaine à l’Académie s’appuie quant à lui sur l’accusation d’immoralité lancée contre les recueils de Contes et nouvelles en vers. Toujours est-il que La Fontaine, après une vague promesse de ne plus rimer de contes, est reçu le 2 mai 1684 à l’Académie, où, en sus du remerciement traditionnel, il prononce un Discours à Madame de La Sablière où il se définit, en une formule fameuse, comme « papillon du Parnasse ».
L’année suivante, l’Académie est encore le cadre d’une nouvelle affaire dans laquelle est impliqué La Fontaine : Antoine Furetière, qui, en composant son propre dictionnaire, a passé outre au privilège de la compagnie en cette matière, est exclu, et lance une série de pamphlets, notamment contre La Fontaine, son ancien ami, qu’il accuse de trahison, et contre lequel il reprend l’accusation de libertinage.
C’est une autre vieille amitié, elle sans rupture, qui donne jour, la même année, aux Ouvrages de prose et de poésie des sieurs de Maucroix et de La Fontaine ; le recueil contient des traductions de Platon, Démosthène et Cicéron par François de Maucroix et de nouvelles fables et de nouveaux contes de La Fontaine, qui aura peu attendu pour trousser quelque nouvelle licencieuse.
Nouveau scandale, de plus grande ampleur, à l’Académie : la lecture du poème Le siècle de Louis Le Grand de Charles Perrault déclenche la Querelle des Anciens et des Modernes, dans laquelle La Fontaine se range, non sans ambiguïtés, du côté des Anciens, par une Épître à Monsieur de Soissons, prétexte à une déclaration de principes littéraires, dont la plus fameuse reste « Mon imitation n’est point un esclavage ».

### Les dernières années et les dernières fables (1689-1695)

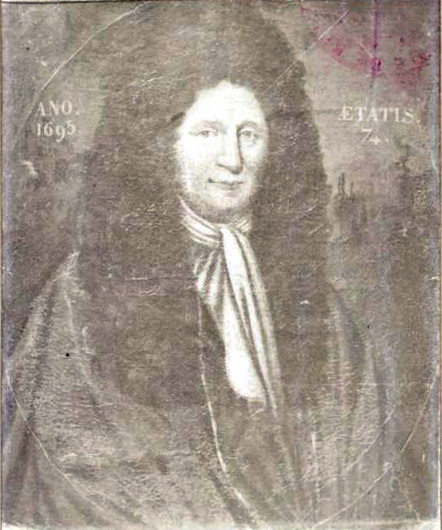
Autre portrait, 1695.

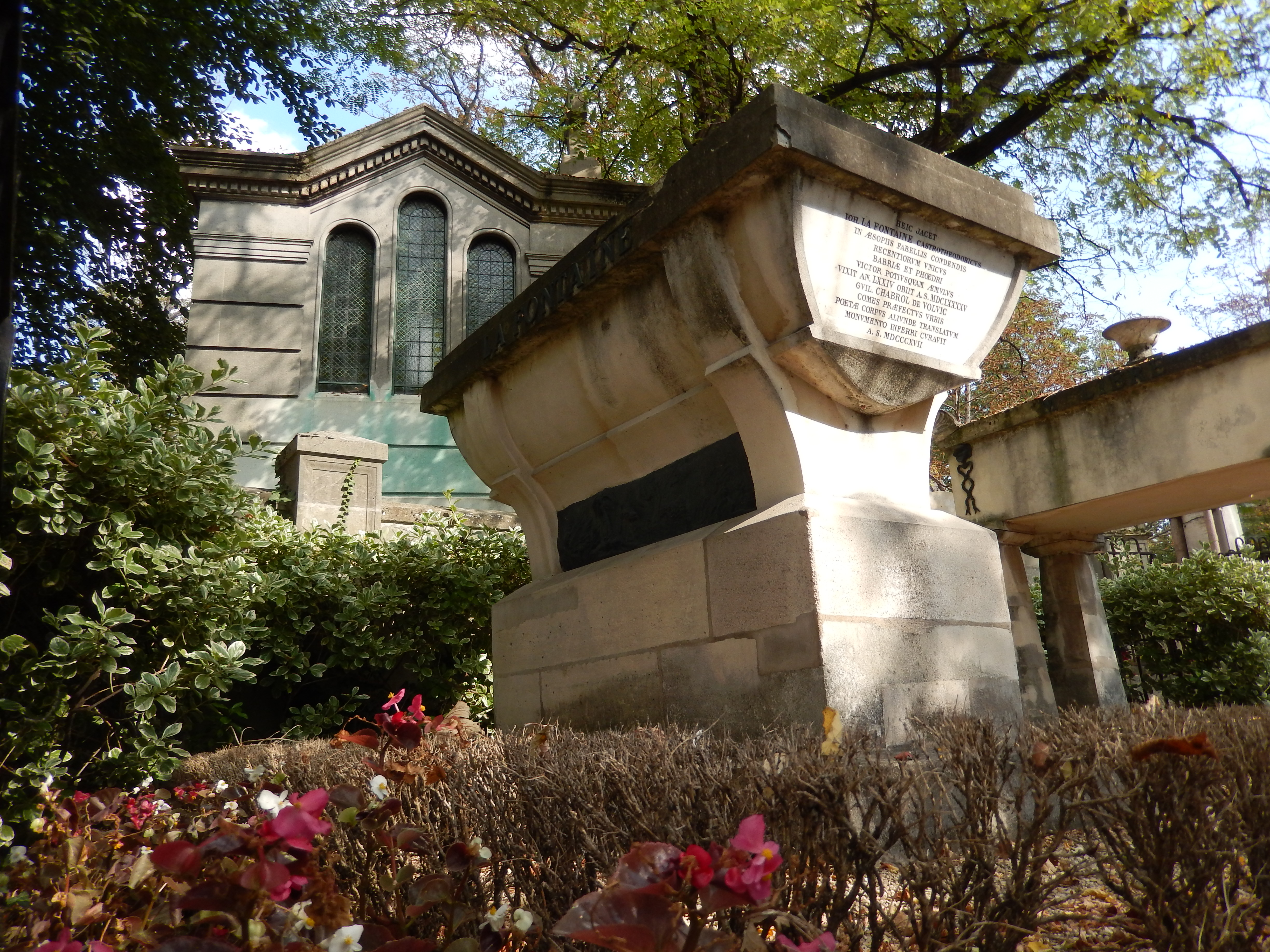
Cénotaphe de Jean de La Fontaine (cimetière du Père Lachaise, division 25).

Une série de fables est publiée en revue entre 1689 et 1692, qui est rassemblée en 1693 avec des inédites et celles de 1685, dans un ultime recueil, notre actuel livre XII, dédié au duc de Bourgogne, fils aîné du Grand Dauphin, et à ce titre héritier présomptif de la Couronne.
La Fontaine tombe gravement malade fin 1692, vraisemblablement de la tuberculose. Il demande alors à voir un prêtre, et le curé de l'église Saint-Roch lui envoie le jeune abbé Pouget, qui vient d'obtenir son doctorat de théologie. Celui-ci s'applique à lui faire abjurer sa vie épicurienne et ses écrits anticléricaux, et le soumet quotidiennement à des exercices religieux. Il reçoit l'extrême-onction le 12 février 1693. Sont présents des membres de l'Académie française, des amis, et des prêtres. La Fontaine annonce renoncer à l'écriture et à la publication de ses contes et fables. Cet événement est en particulier rapporté par un récit de l'abbé Pouget, en 1718, mais ne figure pas sur les registres de l'Académie. Il promet également de n'écrire que des ouvrages pieux. Il traduira ainsi le Dies iræ, qu'il fera lire devant l'Académie, le jour de l'introduction de Jean de La Bruyère.
Il meurt le 13 avril 1695 au 61 rue Platrière. En procédant à sa toilette mortuaire, on trouve sur son corps un cilice, pénitence que l'abbé Pouget jure ne pas avoir ordonnée. Il est inhumé le lendemain au cimetière des Saints-Innocents comme le stipule son acte de décès, reconstitué après l'incendie de l'Hôtel de Ville en 1871. Son tombeau, ainsi que celui de Molière, inhumé au cimetière Saint-Joseph, est transporté au musée des monuments français, lors de la démolition de la chapelle et du cimetière, au commencement de la Révolution française. Les restes supposés de La Fontaine sont transférés en 1817 avec ceux de Molière au cimetière du Père-Lachaise.

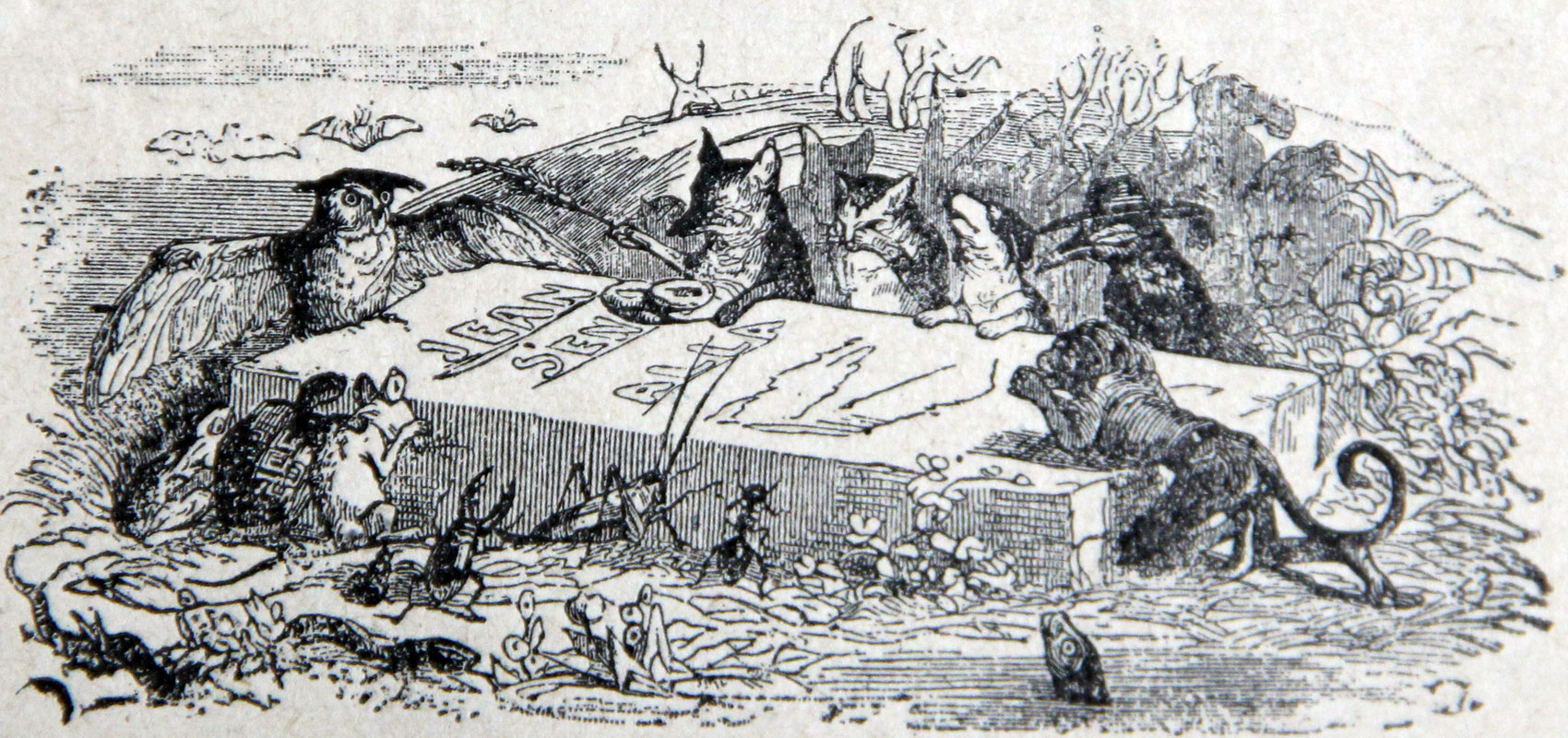
Dessin de Grandville en tête de son édition illustrée des Fables, où apparaît le début de l'épitaphe.

La Fontaine avait composé lui-même son épitaphe, où il s'attribue un caractère désinvolte et paresseux. Cette paresse revendiquée peut être associée à la facilité de ses œuvres, qui n'est pourtant qu'apparente :
Jean s'en alla comme il était venu,

Mangeant son fonds après son revenu ;

Croyant le bien chose peu nécessaire.

Quant à son temps, bien sçut le dispenser :

Deux parts en fit, dont il souloit passer

L'une à dormir, et l'autre à ne rien faire.

### Chronologie
En 1617 a lieu le mariage des parents du fabuliste, Charles de La Fontaine, d’origine champenoise, et Françoise Pidoux. La même année verra l'assassinat de Concini, puis la fin de la régence de Marie de Médicis.
Jean de La Fontaine est baptisé à Château-Thierry le 8 juillet 1621, où il est né le jour même ou la veille dans l’hôtel particulier de ses parents. Son père porte le titre de « Conseiller du Roi et Maître des Eaux et Forêts du duché de Chaury » (Château-Thierry). Il est aussi capitaine des chasses. Louis XIII fait face aux soulèvements protestants. La fièvre pourpre emporte Charles d'Albert, duc de Luynes, le 15 décembre 1621. Le 26 septembre 1623 est célébré le baptême de Claude, frère du fabuliste. Publication à Paris de l’Adonis du Cavalier Marin, avec préface de Jean Chapelain. En 1623 se tient le Procès de Théophile de Viau.
Vers 1630, les études de La Fontaine restent mal connues. Probablement les commence-t-il au collège de Château-Thierry, un établissement réputé, pour les achever vers 1635, dans un collège parisien où il a Antoine Furetière pour condisciple.
La Fontaine entre le 27 avril 1641 à la maison mère de l’Oratoire à Paris, où il est rejoint par son frère Claude. Il poursuit ses études peut-être à Juilly et revient à Paris à la maison de Saint-Magloire pour étudier la théologie jusqu'en 1642. En 1643, au bout de 18 mois, La Fontaine quitte l’Oratoire pour rentrer à Château-Thierry, et sa vocation poétique s’éveille alors semble-t-il. La mort de Richelieu survient en 1642, puis Louis XIII disparaît à son tour le 14 mai 1643. Cinq jours plus tard le 19 mai, Louis de Bourbon, Duc d'Enghien est victorieux à Rocroi.
La Fontaine vient étudier le droit à Paris vers 1646 ; il acquiert le titre d’avocat en la Cour du Parlement. Avec d’autres jeunes poètes, habitués du Palais, il fait partie d’une petite académie littéraire et amicale dite de la « Table Ronde ». Ces palatins sont Pellisson, Furetière, Maucroix, Charpentier, Cassandre. Il fait la connaissance d’autres hommes de lettres : Valentin Conrart, Jean Chapelain, Olivier Patru, Nicolas Perrot d’Ablancourt, les Tallemant, Antoine de La Sablière…
Le 10 novembre 1647, signature du contrat de mariage entre le poète et Marie Héricart à La Ferté-Milon. « Son père l’a marié, et lui l’a fait par complaisance ». La mère du poète, vivante en 1634, est morte à la date du contrat. En avril, Maucroix avait acheté une prébende de chanoine à Reims. Il restera l’ami de La Fontaine jusqu’à la mort de celui-ci. Parution de l'édition originale De Vita et Moribus Epicuri de Gassendi.
En 1649 Claude, son frère, confrère de l’Oratoire, renonce en faveur de Jean à sa part d’héritage, moyennant pension.
En 1652, La Fontaine achète la charge de maître particulier triennal des Eaux et Forêts. Naissance de son fils Charles, baptisé le 30 octobre 1653 à Château-Thierry. Maucroix est choisi pour parrain. Le père ne s’occupera jamais beaucoup de son fils. Entre-temps, en août 1653, La Fontaine vend une propriété sise à Oulchy-le-Château.
En août 1654, sa première œuvre est publiée : L'Eunuque, comédie en vers imitée de Térence, dramaturge et poète romain.
Le père du poète disparaît en 1658, laissant à son fils ses charges, peu lucratives, et une succession embrouillée comportant de lourdes dettes. Par mesure de prudence, La Fontaine et sa femme demandent la séparation de biens. Le ménage lui-même n’est guère uni, par la faute probable du poète, mari indifférent. Après juin, La Fontaine offre à Fouquet son Adonis. Jannart, oncle de Marie Héricart, est substitut de Fouquet au Parlement et Pellisson, ami de La Fontaine, est au service du surintendant.
Entre 1659 et 1661, La Fontaine reçoit de Fouquet une pension en espèces, en échange d'une « pension poétique ». Il doit aussi composer un ouvrage en l’honneur de Vaux-le-Vicomte : il entreprend le Songe de Vaux. Le couple habite tantôt à Paris, chez Jannart, tantôt à Château-Thierry pour les devoirs de ses charges, mais il fréquente le château de Fouquet, se lie avec Charles Perrault, Saint-Evremond, Madeleine de Scudéry.
Les Rieurs de Beau Richard sont joués au carnaval de Château-Thierry en 1660. Dans cette ville existe une Académie, à laquelle s’intéresse La Fontaine et encore plus sa femme. En 1660-1661, La Fontaine se lie avec Racine débutant, cousin de Marie Héricart.
Le 17 août 1661 a lieu la fête de Vaux au cours de laquelle La Fontaine assiste à la première représentation des Fâcheux de Molière. Vers mars 1662, publication anonyme de l’Élégie aux Nymphes de Vaux. La Fontaine devient « gentilhomme servant » de la duchesse douairière d'Orléans au Luxembourg, mais il loge toujours chez Jannart.
La Fontaine entre au service de Marguerite de Lorraine, duchesse douairière d'Orléans, en juillet 1664. Le 10 décembre, achevé d'imprimer les Nouvelles en vers, contenant les deux premiers contes de La Fontaine. 1665 : le 10 janvier, achevé d'imprimer le livre premier des Contes et nouvelles en vers. Le 30 juin, achevé d'imprimer d’une traduction de la Cité de Dieu de saint Augustin, dont les citations poétiques ont été rendues en vers français par La Fontaine ; le deuxième tome paraîtra en 1667.
1666 : achevé d'imprimer le livre second des Contes et nouvelles en vers. Parution en 1669 : Les Amours de Psyché et Cupidon, roman suivi de l'Adonis, imprimé pour la première fois.
Le 21 janvier 1671 La Fontaine quitte ses charges rachetées par le duc de Bouillon, et perd cette source de revenus. Publication du recueil de Poésies chrétiennes et diverses, dédié au prince de Conti. La Fontaine a beaucoup contribué à la préparation de ce recueil janséniste (achevé d'imprimer le 20 décembre 1670). Le 27 janvier, Troisième partie des Contes. Le 12 mars : Fables nouvelles et autres poésies (huit fables). En janvier a été représentée la Psyché de Molière et Corneille, Quinault et Lulli, inspirée du roman de La Fontaine.
La Fontaine perd sa dernière charge à la mort de la duchesse douairière d'Orléans en 1672. Deux fables : Le Soleil et les Grenouilles, Le Curé et le mort sont publiées séparément cependant que la France est engagée dans l'Invasion de la Hollande. Paraît cette même année le Discours de la connaissance des bêtes par P. Pardies.
C'est sans doute à partir de 1673 que Marguerite de La Sablière héberge Jean de La Fontaine. Jusqu’à ce qu'elle meure  en 1693, elle pourvoira à ses besoins. Dans son hôtel, il peut rencontrer Charles Perrault, Bernier qui a longuement séjourné en Inde est médecin et disciple de Gassendi, bon nombre de savants tels que Roberval et Sauveur. Publication du Poème de la captivité de Saint-Malc, sujet sans doute suggéré par des amis jansénistes. Le 17 février, mort de Molière, pour qui La Fontaine rédige une épitaphe.
Madame de Montespan et sa sœur Madame de Thianges lui accordent leur protection en 1674. En contrepartie La Fontaine a pour mission d'écrire un livret d'opéra sur Daphné pour Lully, qui le refuse : d'où la satire du Florentin, restée manuscrite pendant 17 ans. Publication des Nouveaux Contes, très licencieux. Épîtres, destiné à Turenne, membre de la famille de Bouillon, qui tient personnellement La Fontaine en amitié. En juillet, l'Art poétique de Boileau n'accorde aucune mention à la fable, ni à La Fontaine.
En 1675, les Nouveaux Contes sont interdits à la vente, par ordonnance de La Reynie, lieutenant de police. Le 27 juillet, Turenne est tué à la bataille de Salzbach. Bernier publie l'Abrégé de la Philosophie de Gassendi.
En 1676, La Fontaine vend à son cousin Antoine Pintrel sa maison natale, et il achève de payer les dettes paternelles.
La duchesse de Bouillon, protectrice de La Fontaine, et son frère le duc de Nevers cabalent contre la Phèdre de Racine en 1677. La paix de Nimègue (août 1678) est célébrée par La Fontaine dans plusieurs pièces, tandis qu'entre 1678 et 1679 paraît une nouvelle édition des Fables choisies, dédiées à Madame de Montespan.
1680 voit l'exil à Nérac de la duchesse de Bouillon, compromise dans l'affaire des poisons, la mort de La Rochefoucauld, la mort de Fouquet à la forteresse de Pignerol. Marguerite de La Sablière se convertit au catholicisme. Veuve, ayant marié ses trois enfants, abandonnée par La Fare, son amant, elle se consacre au soin des malades et va loger rue Saint-Honoré, et elle installe La Fontaine près de sa nouvelle demeure.
Le 1er août 1681 : achevé d'imprimer des Épîtres de Sénèque (les lettres à Lucilius) traduites par Pierre Pintrel, cousin de La Fontaine, qui lui-même a traduit en vers les citations poétiques et a fait publier l'ouvrage.
En janvier 1682, Poème du Quinquina, dédié à la duchesse de Bouillon, suivi de deux contes, de Galatée, et de Daphné, livrets d'opéra. Vers cette époque, La Fontaine entreprend une tragédie, Achille, restée inachevée. Naissance du duc de Bourgogne.
Première représentation à la Comédie Française du Rendez-vous, le 6 mai 1683, comédie de La Fontaine qui n'a aucun succès, et dont le texte est perdu. Le 6 septembre, à la mort de Jean-Baptiste Colbert, La Fontaine brigue son siège à l'Académie française, alors que Louis XIV souhaite voir élire Boileau, son historiographe. Le 15 novembre. L'Académie, en majorité hostile au satirique, propose La Fontaine par seize voix contre sept. La séance a été agitée, en raison de la colère manifestée par Toussaint Rose, secrétaire du roi. Louis XIV en prend prétexte pour refuser l'autorisation de « consommer » l'élection. Boileau est élu à l'unanimité le 17 avril 1684, et le roi accorde alors l'autorisation de recevoir La Fontaine. Le fabuliste est reçu le 2 mai, réception pour une lecture du Discours à Madame de La Sablière. A la demande du prince de Conti, La Fontaine écrit La Comparaison d'Alexandre, de César et de Monsieur le Prince (de Condé). Condé lui-même estime La Fontaine et le voit volontiers à Chantilly.
En janvier 1685, l'Académie exclut Furetière, coupable d'avoir obtenu par surprise un privilège pour son Dictionnaire, achevé avant celui de l'Académie. La Fontaine vote l'exclusion et subit les virulentes attaques de son ancien ami, auquel il réplique par des épigrammes. Le 28 juillet, achevé d'imprimer des Ouvrages de prose et de poésie des seigneurs de Maucroix et de La Fontaine en deux volumes, dont le premier contient de nouveaux contes, et le second de nouvelles fables et d’autres pièces.
En 1686 début de la guerre de la Ligue d'Augsbourg. Perrault lit son poème du Siècle de Louis Le Grand, protestation de Boileau. La Querelle des Anciens et des Modernes éclate. En février, l’Epître à Huet est imprimée en plaquette à tirage restreint, le fabuliste soutient les Anciens. En juillet, Marie-Anne, duchesse de Bouillon doit se réfugier en Angleterre auprès de sa sœur Hortense, amie de Saint-Evremond, exilé. La Fontaine entretient une correspondance suivie avec eux, et quelques amis du groupe de Londres, qui comprend, entre autres, les diplomates Bonrepaux et Barrillon.
Marguerite de La Sablière se retire aux Incurables en 1688 mais continue à assurer le logis de La Fontaine. Le poète devient un familier du prince François-Louis de Conti dans le milieu très libre du Temple des Vendôme, chez qui il retrouve Chaulieu. Il chaperonne un moment la scandaleuse Madame Ulrich. Les caractères de La Bruyère : le portrait de La Fontaine n’y entrera qu’à la 6e édition, en 1691.
Création d’Astrée le 28 novembre 1691 à l’Académie de musique, une tragédie en musique de Pascal Collasse gendre de  Lully, sur un livret de Jean de La Fontaine d'après L'Astrée d'Honoré d'Urfé ; il n'y eut que 6 représentations.
Gravement malade  en décembre 1692, La Fontaine est converti par l’abbé Pouget, jeune vicaire de l'église St Roch. Il renie les Contes devant une délégation de l’Académie le 12 février 1693, reçoit le viatique et il se rétablit. Sa bienfaitrice, Marguerite de La Sablière est morte en janvier, Pellisson le 7 février. Ses amis d’Angleterre tentent de persuader La Fontaine de venir s’installer à Londres. Il refuse obstinément et devient l’hôte d’Anne d’Hervart, maître des requêtes au Parlement de Paris, fils de banquier et extrêmement riche, marié à Françoise de Bretonvilliers.
Le 1er septembre, achevé d’imprimer des Fables choisies, portant la date de 1694, et constituant le livre XII. En octobre-novembre, La Fontaire adresse des remarques à Maucroix sur sa traduction d’Astérius. 1694 est aussi l'année de naissance de Voltaire.
La Fontaine est pris de faiblesse, en revenant de l’Académie le 8 février 1695. Il meurt le 13 avril chez les d’Hervart, dans l’hôtel du même nom situé dans la rue de la Plâtrière, actuelle rue Jean-Jacques-Rousseau. En procédant à la toilette mortuaire, on trouve sur lui un cilice. Il est inhumé au cimetière des Saints-Innocents ou au cimetière de la chapelle Saint-Joseph.
Par suite d’une erreur commise sur ce point par d’Olivet dans l’Histoire de l’Académie, les commissaires de la Convention exhumeront en 1792, des ossements anonymes pour leur élever un mausolée au cimetière du Père-Lachaise. Son tombeau ainsi que celui de Molière inhumé au même endroit, furent transportés au musée des monuments français lors de la démolition de la chapelle et du cimetière au commencement de la Révolution française.
En 1696 paraissent les Œuvres posthumes contenant une dédicace signée par Madame Ulrich.
En 1709 meurt Marie Héricart, veuve du poète, et en 1723 Charles, fils unique du poète.

## Regards sur l’œuvre

### Les Fables

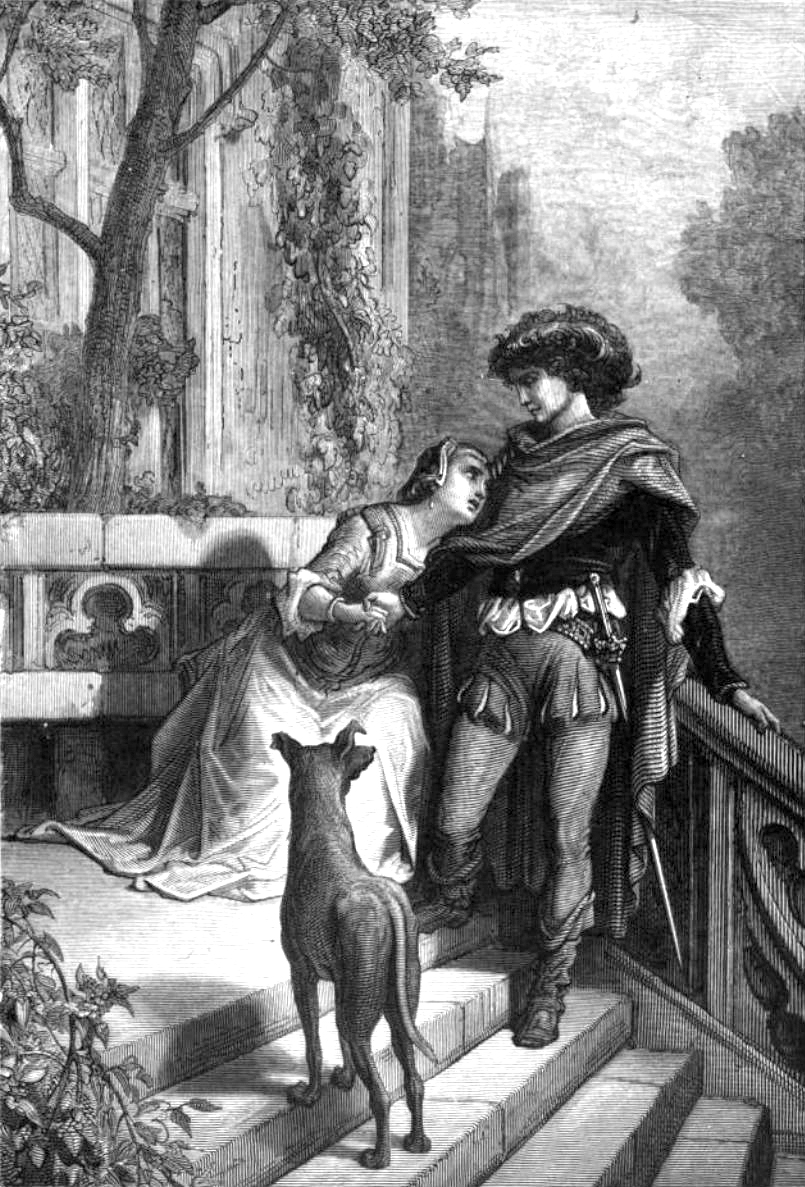
Illustration des Deux pigeons par Gustave Doré.

Ses Fables constituent la principale œuvre poétique de la période classique, et l’un des plus grands chefs-d’œuvre de la littérature française. Le tour de force de La Fontaine est de donner par son travail une haute valeur à un genre qui jusque-là n’avait aucune dignité littéraire et n'était réservé qu'aux exercices scolaires de rhétorique et de latin.
Les Fables choisies, mises en vers par M. de La Fontaine (ou plus simplement Les Fables) est une œuvre écrite entre 1668 et 1694. Il s’agit, comme son nom l’indique, d’un recueil de fables écrites en vers, la plupart mettant en scène des animaux anthropomorphes et contenant une morale au début ou à la fin.
Le premier recueil des Fables publié correspond aux livres I à VI des éditions actuelles. Il a été publié en 1668, et était dédié au Dauphin. La Fontaine insiste sur ses intentions morales : « je me sers d’animaux pour instruire les hommes. »
Le deuxième recueil des fables correspond aux livres VII à XI des éditions modernes. Il est publié en 1678, et était dédié à Madame de Montespan, la maîtresse du roi.
Le dernier recueil publié correspond au livre XII actuel. Il est publié en 1693, mais daté de 1694. Il est dédié au duc de Bourgogne, le petit-fils du roi.
Travail de réécriture des fables d’Ésope (par exemple La Cigale et la Fourmi), de Phèdre, Abstémius, de Pañchatantra (Pilpay), mais aussi de textes d’Horace, de Tite-Live (« les Membres et l’estomac »), de lettres apocryphes d’Hippocrate (« Démocrite et les Abdéritains »), et de bien d’autres encore, elles constituent une somme de la culture classique latine et grecque, et s’ouvrent même dans le second recueil à la tradition indienne.
Au début du XIXe siècle, elles influenceront à leur tour le fabuliste russe Ivan Krylov.

### Les Contes
Le fabuliste a éclipsé le conteur, dont les textes sont ici en vers. La crispation religieuse de la fin du règne de Louis XIV, et plus tard la pudibonderie du XIXe siècle, ont mis dans l’ombre ces contes licencieux, dont le défi poétique consiste à jouer de l’implicite pour (ne pas) nommer la sexualité, à « dire sans dire », dans un jeu de dérobade et de provocation reposant sur la complicité du lecteur. La Fontaine connaît ses premiers succès littéraires grâce à ces Contes et nouvelles en vers qualifiés de licencieux, libertins, coquins, grivois, lestes, érotiques ou encore gaillards. La Fontaine s'inscrit dans une vieille tradition littéraire, mais il le fait à sa manière, en transformant les contes grossiers en œuvres plus raffinées. Il prend ainsi soin d'emprunter des détours, de suggérer, de voiler ses propos pour les rendre plus amusants. Dès la sortie de son recueil de conte, les critiques applaudissent. Et le succès est tel qu'il faut réimprimer l'ouvrage par deux fois au cours de l'année. La Fontaine est enfin célèbre, avec une réputation particulière : il est qualifié d'excellent conteur doublé d'un esprit libre et original.
La Fontaine a mené simultanément ces deux activités, jusqu’à joindre des contes à l’ultime recueil de fables de 1693 : bien plus qu’un laboratoire de la narration enjouée des Fables, les Contes pourraient bien participer d’une même entreprise, celle d’une narration poétique sous le signe d’une gaieté sans illusions.
L’œuvre de La Fontaine offre la figure, exemplaire, d’une sagesse désabusée : elle choisit, comme le Démocrite de la fable Démocrite et les Abdéritains, la retraite méditative plutôt que la vie de la cité d’Abdère soumise aux pensées du vulgaire, et, face à la violence forcenée du réel, elle préfère, contre l’Héraclite de l’Histoire, le rire plutôt que les pleurs.

Différentes versions d'une même gravure
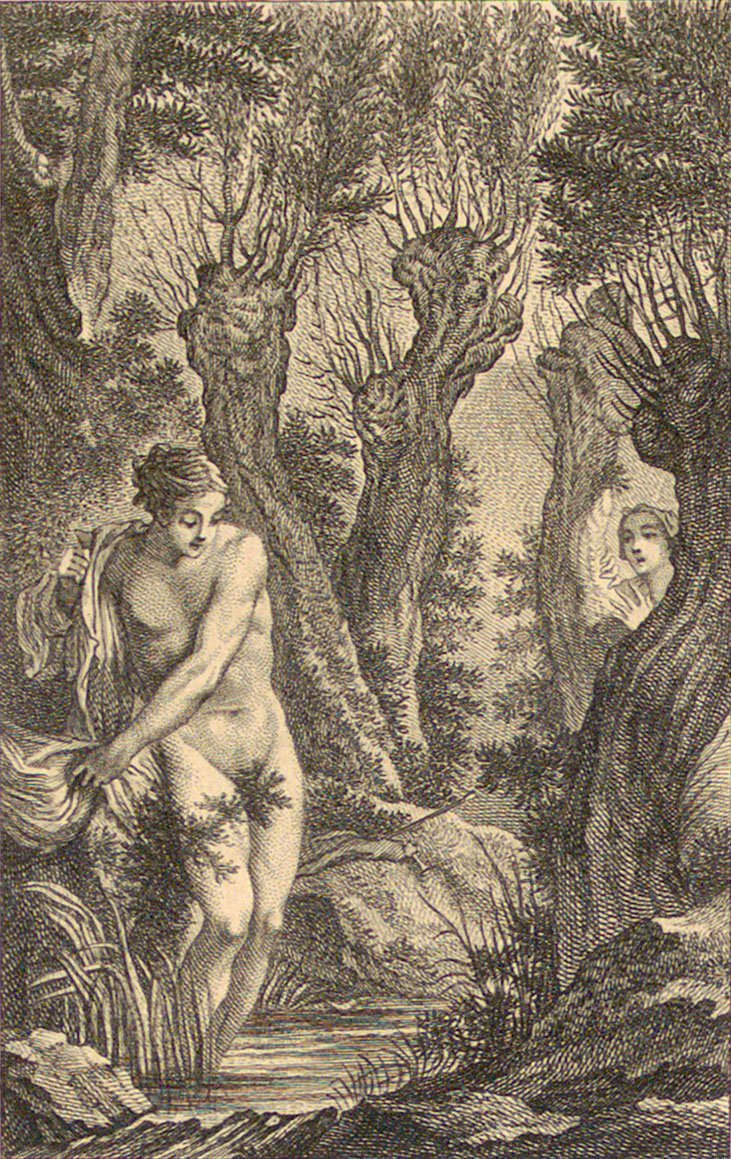
Le Cas de conscience (version couverte)
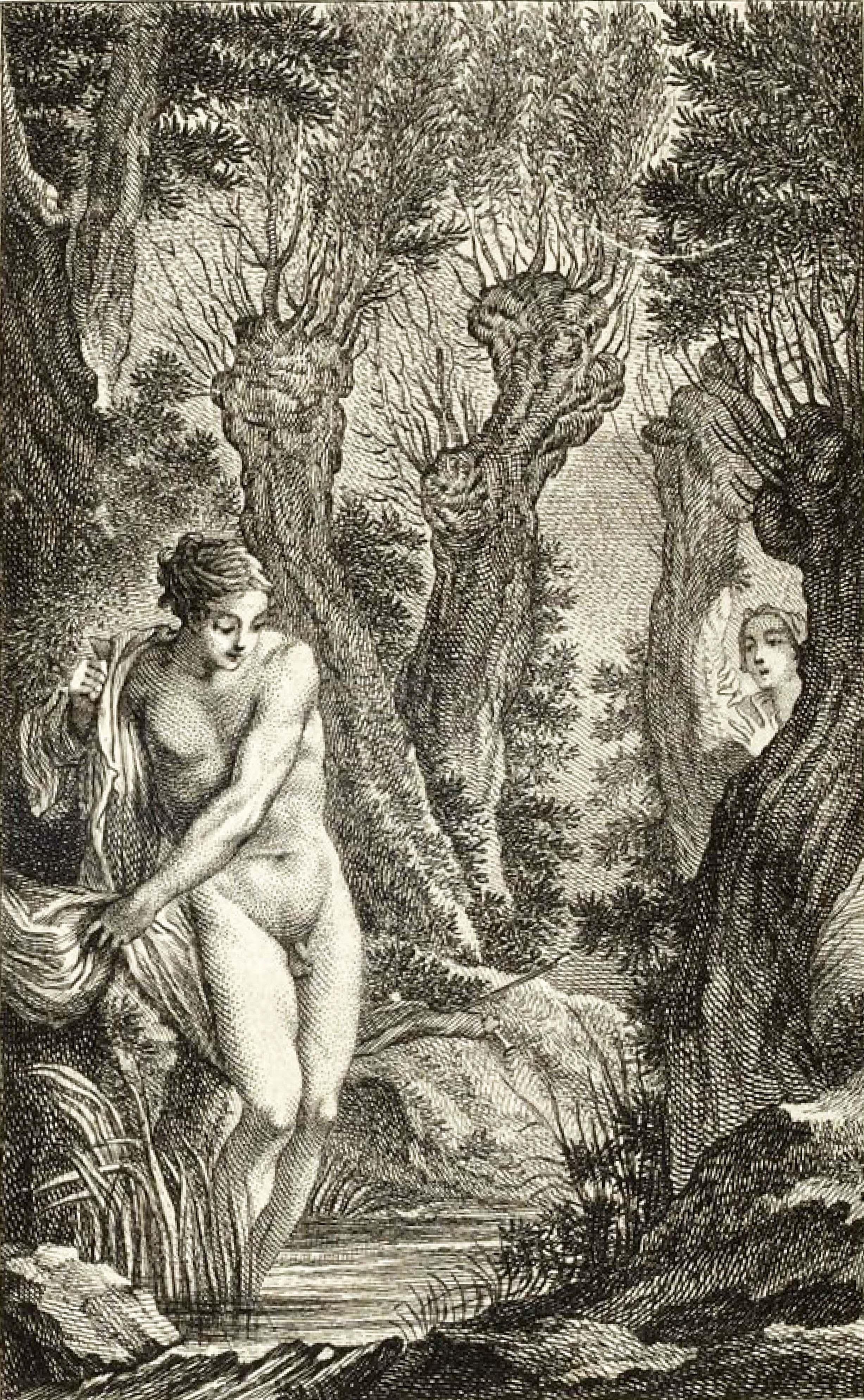
Le Cas de conscience (version dénudée)
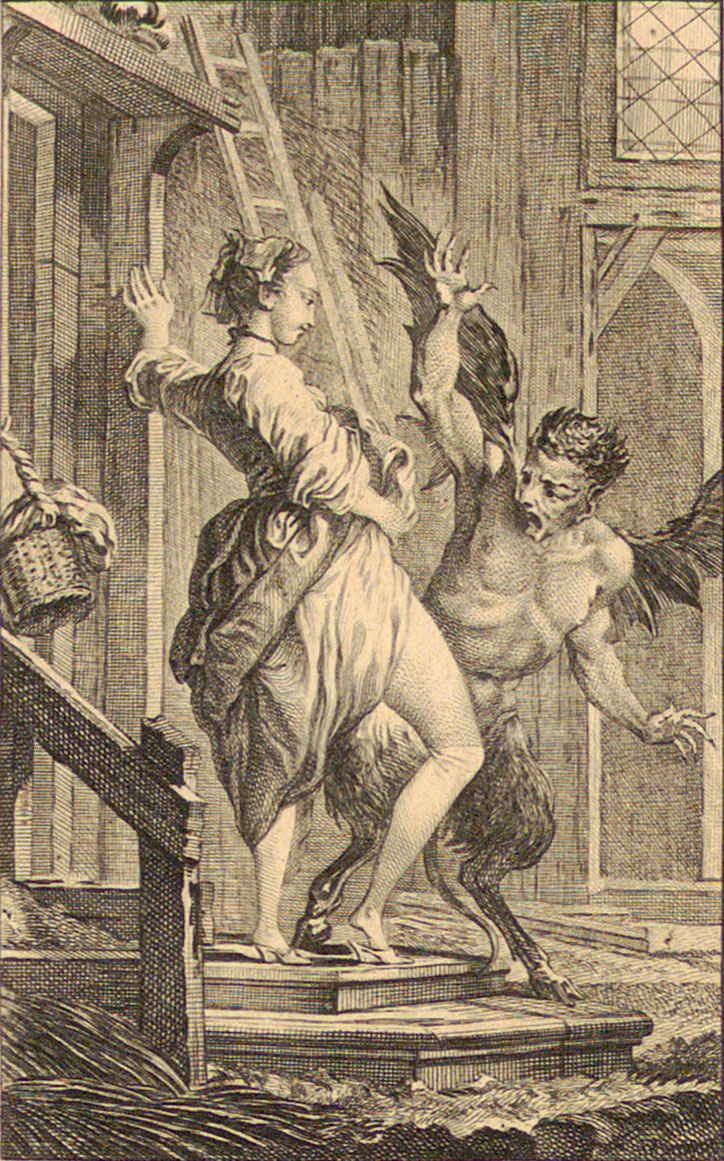
Le Diable de Papefiguière (version couverte)
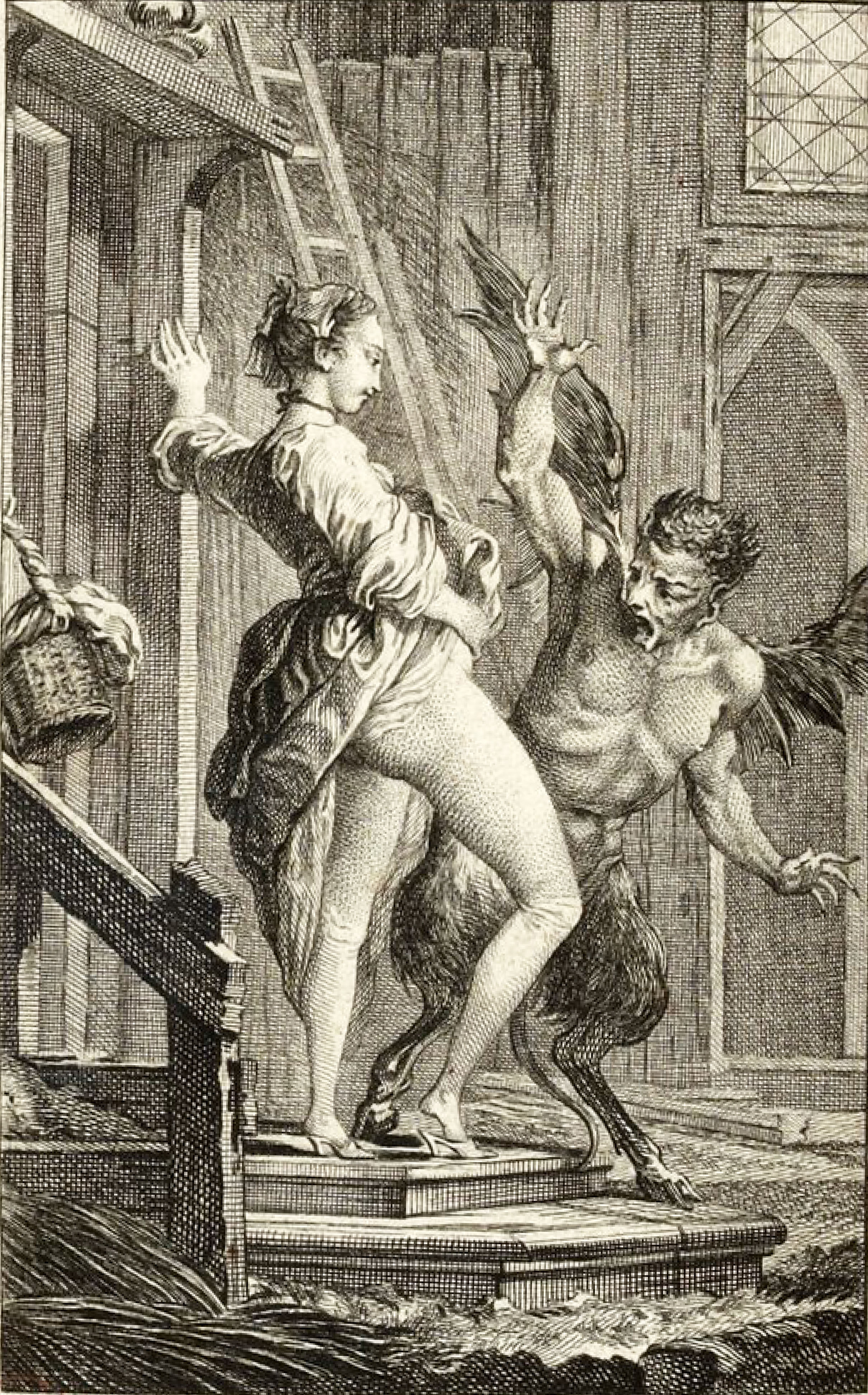
Le Diable de Papefiguière (version dénudée)

### Quelques vers de Jean de La Fontaine devenus proverbes
- Tout flatteur vit aux dépens de celui qui l’écoute. (Le Corbeau et le Renard, l, 2)
- La raison du plus fort est toujours la meilleure. (Le Loup et l’Agneau, l, 10)
- Si ce n’est toi, c'est donc ton frère. (Le Loup et l’Agneau, l, 10)
- Plutôt souffrir que mourir, c’est la devise des hommes. (La Mort et le Bûcheron, l, 16)
- Garde toi, tant que tu vivras, de juger les gens sur la mine. (Le Cochet, le Chat et le Souriceau, Vl, 5)
- Je plie et ne romps pas. (Le Chêne et le Roseau, l, 22)
- Il faut autant qu’on peut obliger tout le monde : On a souvent besoin d’un plus petit que soi. (Le Lion et le Rat, II, 11)
- Patience et longueur de temps font plus que force ni que rage. (Le Lion et le Rat, II, 11)
- Est bien fou du cerveau qui prétend contenter tout le monde et son père. (Le Meunier, son Fils et l’Âne, III, 1)
- Ils sont trop verts, dit-il, et bons pour des goujats. (Le Renard et les Raisins, III, 11)
- La méfiance est mère de la sûreté. (Le Chat et un vieux Rat, III, 18)
- Petit poisson deviendra grand. (Le Petit Poisson et le Pêcheur, V, 3)
- Un tiens vaut, ce dit-on, mieux que deux tu l’auras. (Le Petit Poisson et le Pêcheur, V, 3)
- Le travail est un trésor. (Le Laboureur et ses Enfants, V, 9)
- Rien ne sert de courir ; il faut partir à point. (Le Lièvre et la Tortue, VI, 10)
- Aide-toi, le Ciel t’aidera. (Le Chartier embourbé, VI, 18)
- Selon que vous serez puissant ou misérable, les jugements de cour vous rendront blanc ou noir. (Les Animaux malades de la peste, VII, 1)
- Tel est pris qui croyait prendre. (Le Rat et l'Huître, VIII, 9)
- Amour, Amour, quand tu nous tiens / On peut bien dire : Adieu prudence. (Le Lion amoureux, IV, 1)
- Mais les ouvrages les plus courts sont toujours les meilleurs… (Discours à M. le duc de La Rochefoucauld, X, 14)
- Que de tout inconnu le sage se méfie. (Le Renard, le Loup et le Cheval, XII, 17)
- Il ne faut jamais vendre la peau de l’ours / Qu’on ne l’ait mis par terre (L'Ours et les deux Compagnons, V, 20)
- Qu’on me rende impotent, cul-de-jatte, goutteux, manchot, pourvu qu’en somme je vive, c’est assez, je suis plus que content. « Ne viens jamais, ô Mort; on t’en dit tout autant. » (La Mort et Le Malheureux, I, 15)
- Les délicats sont malheureux : rien ne sauroit les satisfaire. (Contre Ceux Qui Ont Le Goût Difficile, II, 1)
- Si Dieu m’avait fait naître propre à tirer marrons du feu, certes marrons verraient beau jeu. (Le Singe et le Chat, IX, 17)
- Ventre affamé n'a point d'oreilles (Le Milan et le Rossignol, IX, 18)
- À l’œuvre on connaît l'artisan (Les Frelons et les Mouches à miel, I, 21)

## Œuvres
- L’Eunuque (1654), imité de L'Eunuque de Térence [lire en ligne]
- Adonis (1658, publié en 1669)
- Les Rieurs du Beau-Richard (1659)
- Élégie aux nymphes de Vaux (1660)
- Ode au roi (1663)
- Contes et nouvelles en vers (1665, 1666)
- Fables (1668, 1678, 1693)
- Les Amours de Psiché et de Cupidon (et Adonis) (1669) [lire en ligne]
- Recueil de poésies chrétiennes et diverses (1671) (lire en ligne t.1, t.2 et t.3)
- Clymène (1671)
- Poème de la captivité de saint Malc (1673) [lire en ligne]
- Daphné (1674)
- Poème du Quinquina (1682) [lire en ligne]
- Ouvrages de prose et de poésie (1685) [lire en ligne]
- Astrée (1691) [lire en ligne]

## Iconographie, adaptations, filmographie
- 1838 : Les Deux Pigeons, comédie-vaudeville en quatre actes de Saintine et Michel Masson, créée au Théâtre du Palais-Royal
- 1936 : Peintures murales du groupe scolaire Jules Ferry à Conflans-Sainte-Honorine par un peintre inconnu
- 1953 : Fresque peinte dans l'école maternelle Bel Air à Saint-Servan, aujourd'hui Saint-Malo, par l'artiste peintre Geoffroy Dauvergne, (1922-1977) partiellement recouverte de toile de verre.
- 2007 : Jean de la Fontaine, le défi, film réalisé par Daniel Vigne.

## Musique
La Fontaine de son vivant a collaboré avec trois compositeurs, mais il n'obtient pas la reconnaissance escomptée. Le livret de Daphné (présenté en 1674, publié en 1691) a été refusé par Lully. La postérité seule va lui rendre justice et être à l'origine de nombreuses créations musicales. En voici quelques-unes :
- Les Amours d'Acis et de Galatée H.499, opéra en 3 actes de Marc-Antoine Charpentier (perdu), livret de La Fontaine (incomplet, 3e acte non rédigé) 1682
- « Brillantes fleurs, naissez » H.449, air, extrait des Amours d'Acis et de Galatée de Marc-Antoine Charpentier 1689
- Astrée, tragédie (lyrique) en 3 actes et 1 prologue (1691) de Pascal Collasse, livret de La Fontaine https://fr.wikisource.org/wiki/Astr%C3%A9e_(La_Fontaine)
- L'Huitre et les Plaideurs ou le Tribunal de la Chicane, opéra-comique, livret de Michel-Jean Sedaine de François-André Danican Philidor (1759)
- Les Paladins, opéra tiré du conte « Le petit chien qui secoue de l'argent et des pierreries », de Jean-Philippe Rameau (1760)
- L'Ivrogne corrigé (1760), opéra-comique inspiré de la fable « L'Ivrogne et sa femme » ; L'Arbre enchanté ou Le Tuteur dupé (1759), opéra-comique inspiré du conte « La Fiançée du Roi de Garbe » de Christoph Willibald Gluck
- Les deux chasseurs et la laitière, Comédie en 1 acte. Livret de Louis Anseaume. 1re représentation : Paris, 21 juillet (1763)
- Les Femmes et le Secret, comédie en un acte meslée d'ariettes de Pierre Vachon (1767)
- Le Savetier et le financier, opéra comique de Henri-Joseph Rigel (1778)
- Le Magnifique, opéra comique d'après le conte du même nom, de André Grétry (1773)
- L’Éclipse totale ou l’Astrologue, une comédie en un acte mêlée d’ariettes de Nicolas Dalayrac d'après la fable L'Astrologue qui se laisse tomber dans un puits (1782)
- 6 Fables, de Jacques Offenbach (1842)
- « Le Chène et le Roseau », de Pauline Viardot (1843)
- « La Cigale et la Fourmi », de Camille Saint-Saëns (1850 ?)
- Le Financier et le Savetier, opérette-bouffe en 1 acte de Jacques Offenbach (1856)
- La Colombe, opéra-comique en 2 actes d'après la fable Le Faucon et le Chapon, de Charles Gounod (1860)
- Philemon et Baucis, opéra-comique en 2 actes d'après la fable du même nom, de Charles Gounod (1860)
- La Fiançée du Roi de Garbe, opéra d'après le conte du même nom, de Daniel François Esprit Aubert (1864)
- 6 Fables, de Benjamin Louis Paul Godard (1872)
- 6 Fables, de Charles Lecoq (1872)
- Fables de La Fontaine (Les deux Pigeons, La Cigale et la Fourmi), de Charles Gounod (1882)
- « Les deux Pigeons », ballet de André Messager (1886)
- Petits airs français du XVIIe siècle sur des fables choisies dans le goût de Mr de la Fontaine, de Dauphin Léopold (1886)
- « Conseil tenu par les Rats », de Isaac Albeniz (1890)
- Le Chêne et le Roseau, poème symphonique de Camille Chevillard (1890)
- 3 Fables de Jean de La Fontaine, (Le Corbeau et le Renard, La Cigale et la Fourmi, Le Loup et l'Agneau), de André Caplet (1919)
- « La Cigale et la Fourmi » (Strekosa i Muravej), de Dmitri Chostakovitch (1921)
- « L'Oiseau blessé d'une flèche », « Le Chat et le Rat », de Heitor Villa-Lobos (1922)
- Les Deux Pigeons, Un Animal dans la Lune, de Stefan Wolpe (1925)
- 3 Fables, « La Cigale et la Fourmi », « L'Oiseau blessé d'une flèche », « La Grenouille qui veut se faire aussi grosse que le bœuf », de Marcelle de Manziarly (1935)
- Les Animaux modèles, de Francis Poulenc (1940 - 1941)
- La Cigale et la Fourmi, de Joseph Jongen (1941)
- « Conseil tenu par les Rats », « La Femme noyée », de Florent Schmitt (1948 et 1953)
- « Le Coq et le Renard », de Jean Françaix (1963)
- Épitaphe de La Fontaine, Le Loup et l'Agneau, de René Berthelot 1969
- Notations sur La Fontaine, de Pierre Henry (1995)
- Hommage à Jean de La Fontaine : Chantefables, pour chœurs d'enfants, chœurs mixtes et orchestre, de Ida Gotgovsky (1997)
- 7 Fables de La Fontaine, de Xavier Benguerel (1998)
- La Fontaine incognito, de Isabelle Aboulker, sur un livret de Bernard Deletré (2005)
- Les deux chasseurs et la laitière, d'Emmanuel Clerc, opéra en un acte (2021)

## Télévision
- Secrets d'histoire Jean de La Fontaine, l'homme à fables, sur France 3 du 22 août 2019[52].
- Jean de la Fontaine, l'homme qui aimait les fables, Zadig productions, Arte France, Pascale Bouhénic, 2020[53].

## Postérité
En 2015, Jean de La Fontaine est le quatorzième personnage le plus célébré au fronton des 67 000 établissements publics français : pas moins de 335 écoles, collèges et lycées lui ont donné son nom, derrière Joseph (880), Jules Ferry (642), Notre-Dame (546), Jacques Prévert (472), Jean Moulin (434), Jean Jaurès (429), Jeanne d'Arc (423), Antoine de Saint-Exupéry (418), Sainte Marie (377), Victor Hugo (365), Louis Pasteur (361), Marie Curie (360), Pierre Curie (357), Paul Langevin (296).
À Paris, il existe une statue de lui jardin du Ranelagh (16e arrondissement).

## Galerie

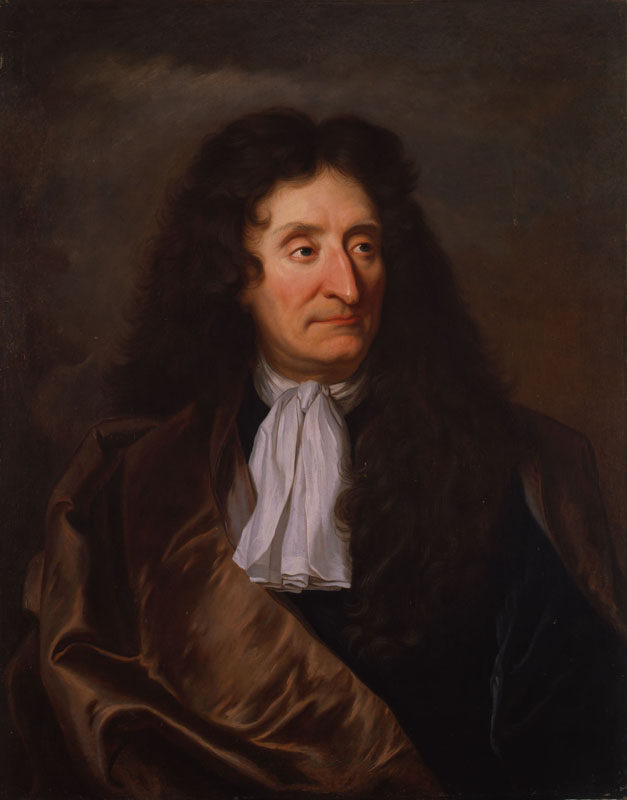
Portrait par Hyacinthe Rigaud (1690, au musée de Montserrat).
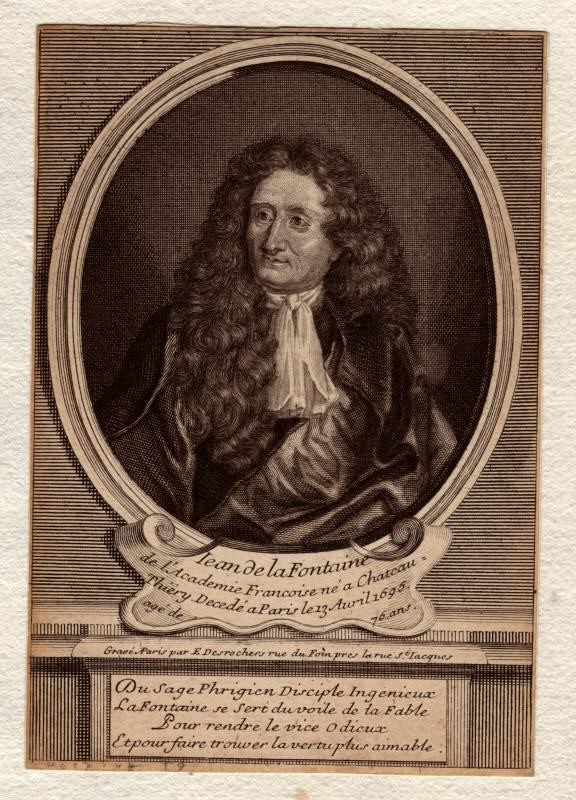
Gravure d'Étienne Jehandier Desrochers
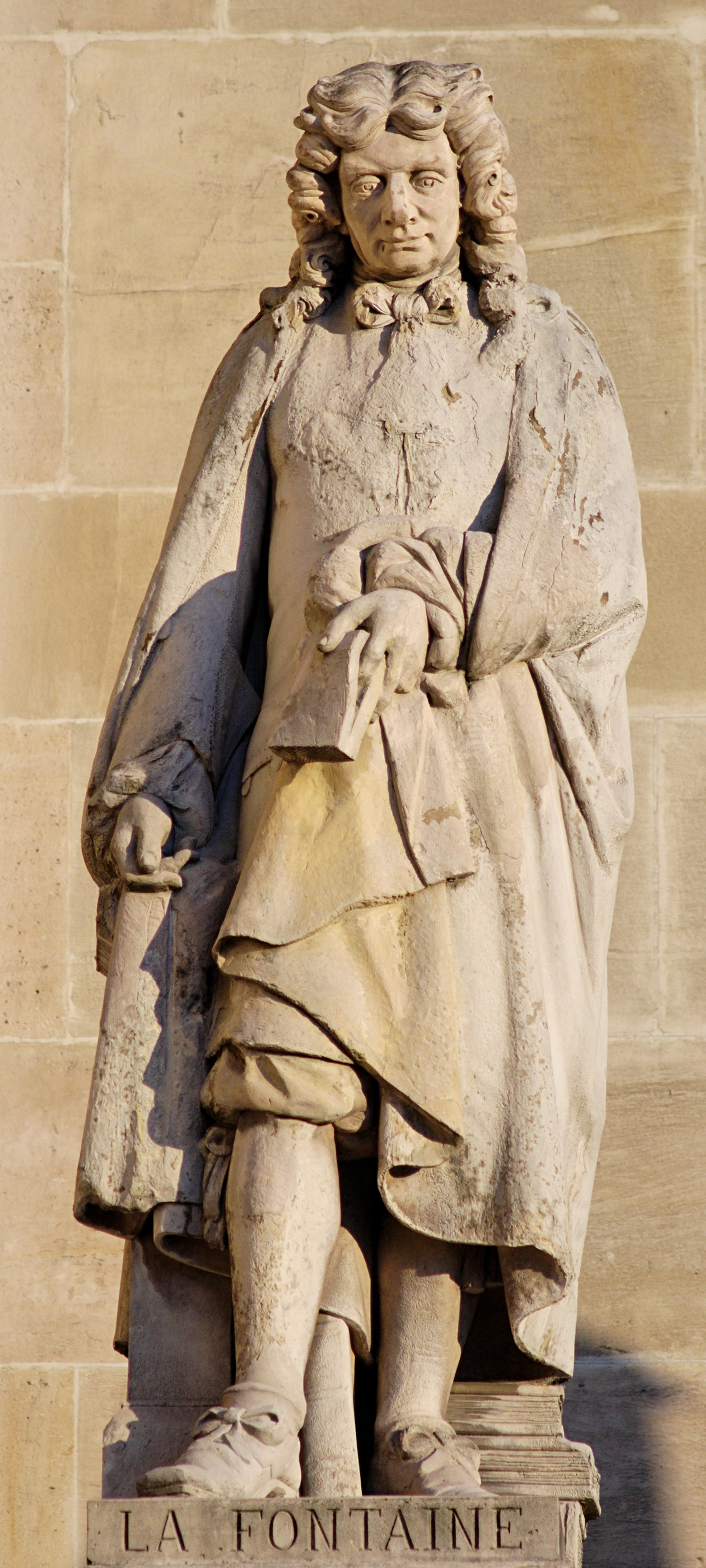
Statue de Jean-Louis Jaley au Louvre à Paris.
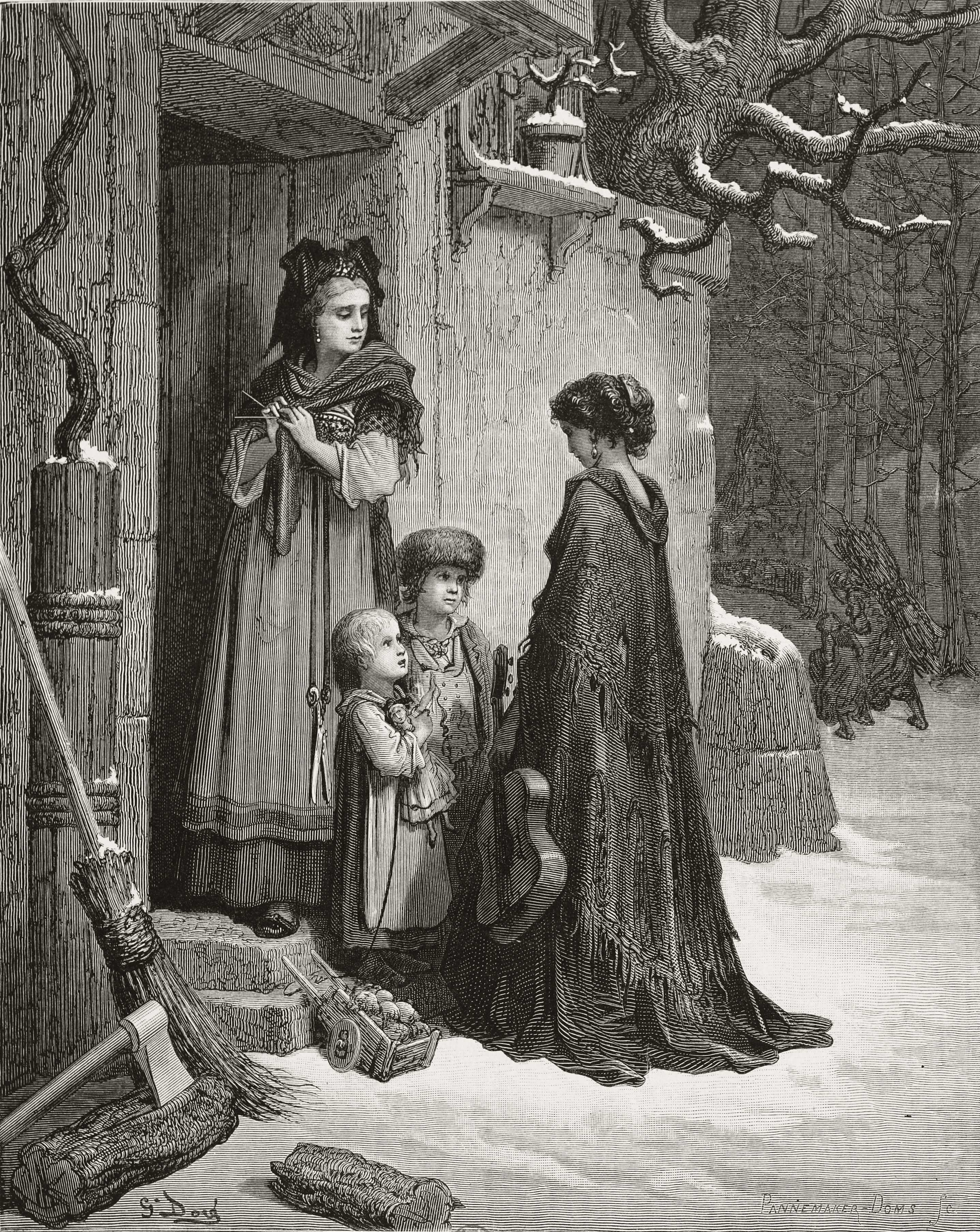
La cigale et la fourmi, par Gustave Doré.
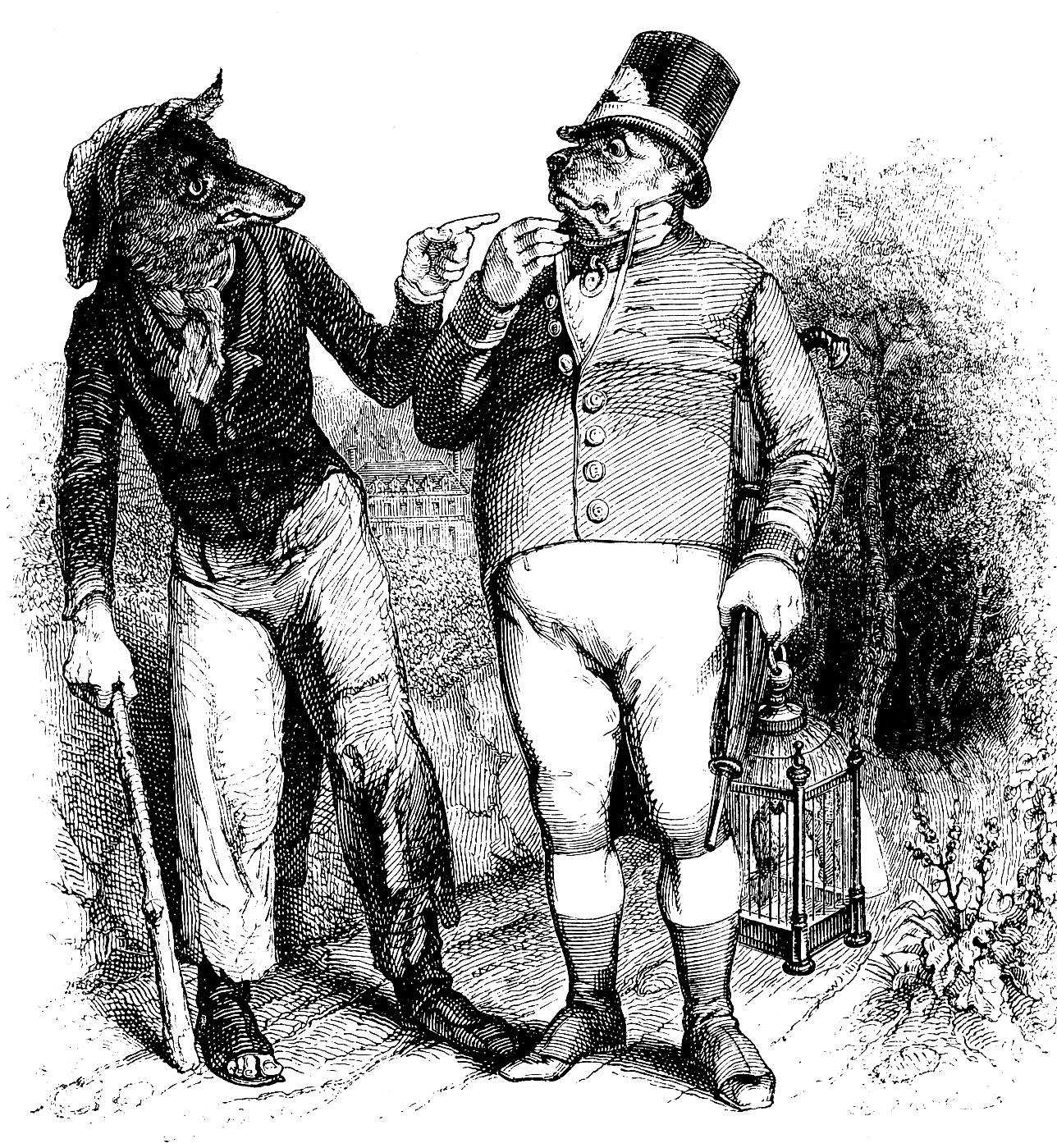
Grandville : Le loup et le chien.
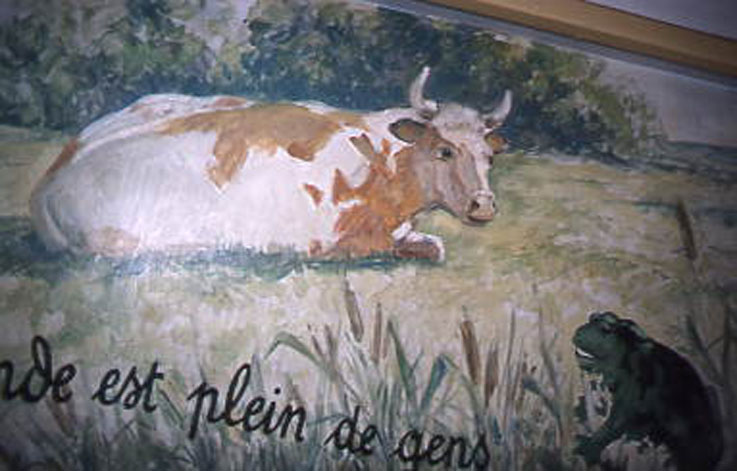
La grenouille qui voulait se faire aussi grosse que le bœuf (1936).
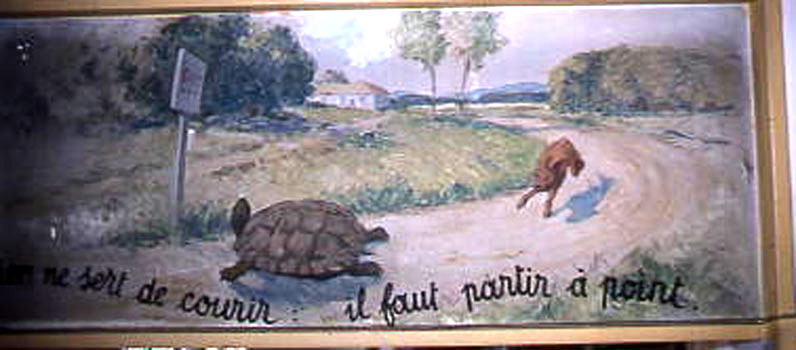
Le lièvre et la tortue (1936).
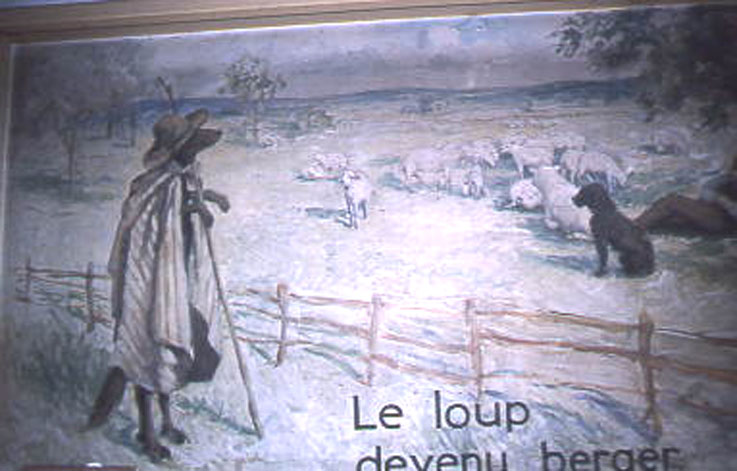
Le Loup devenu berger.
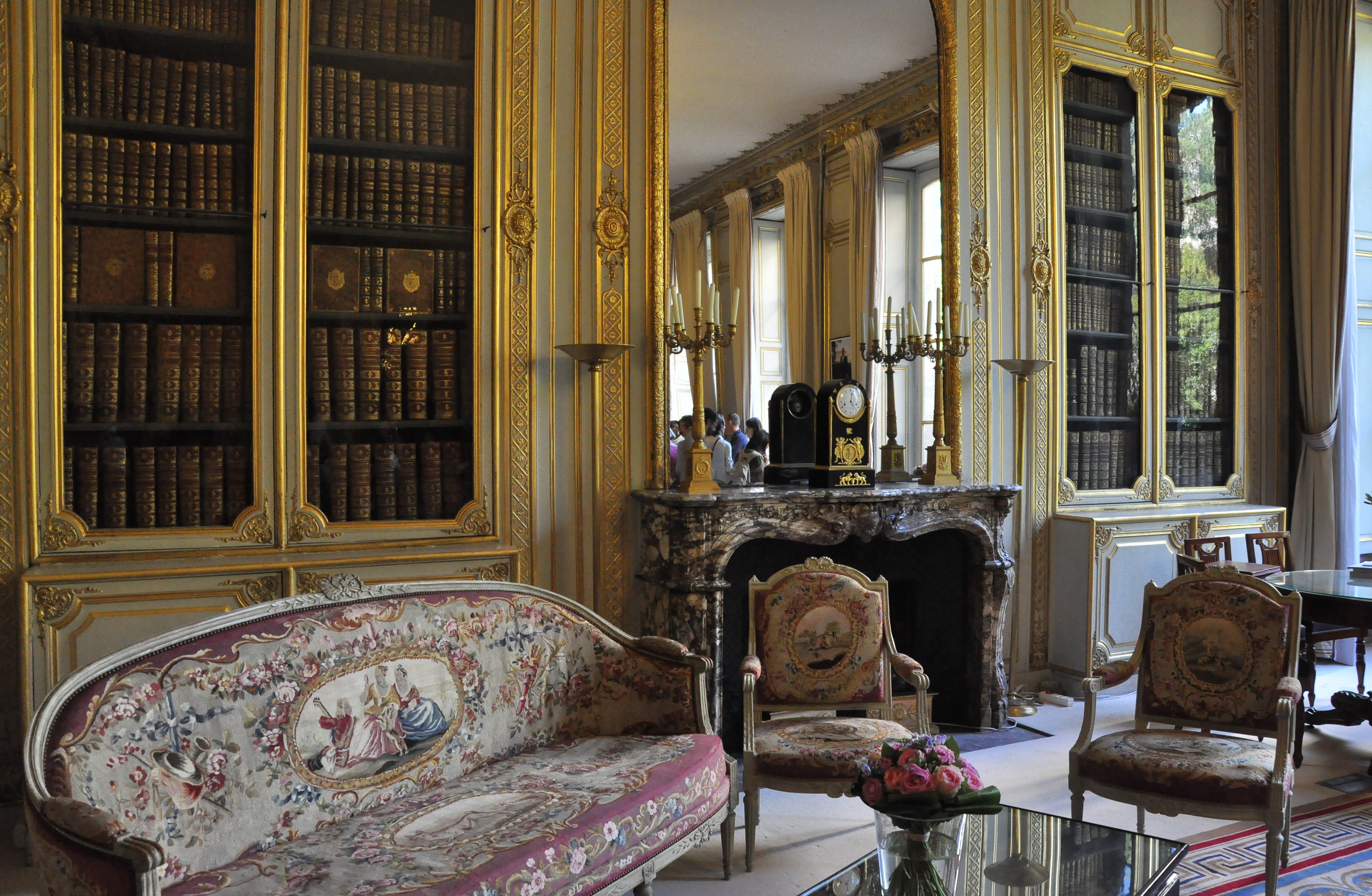
Mobilier avec tapisseries d'Aubusson.
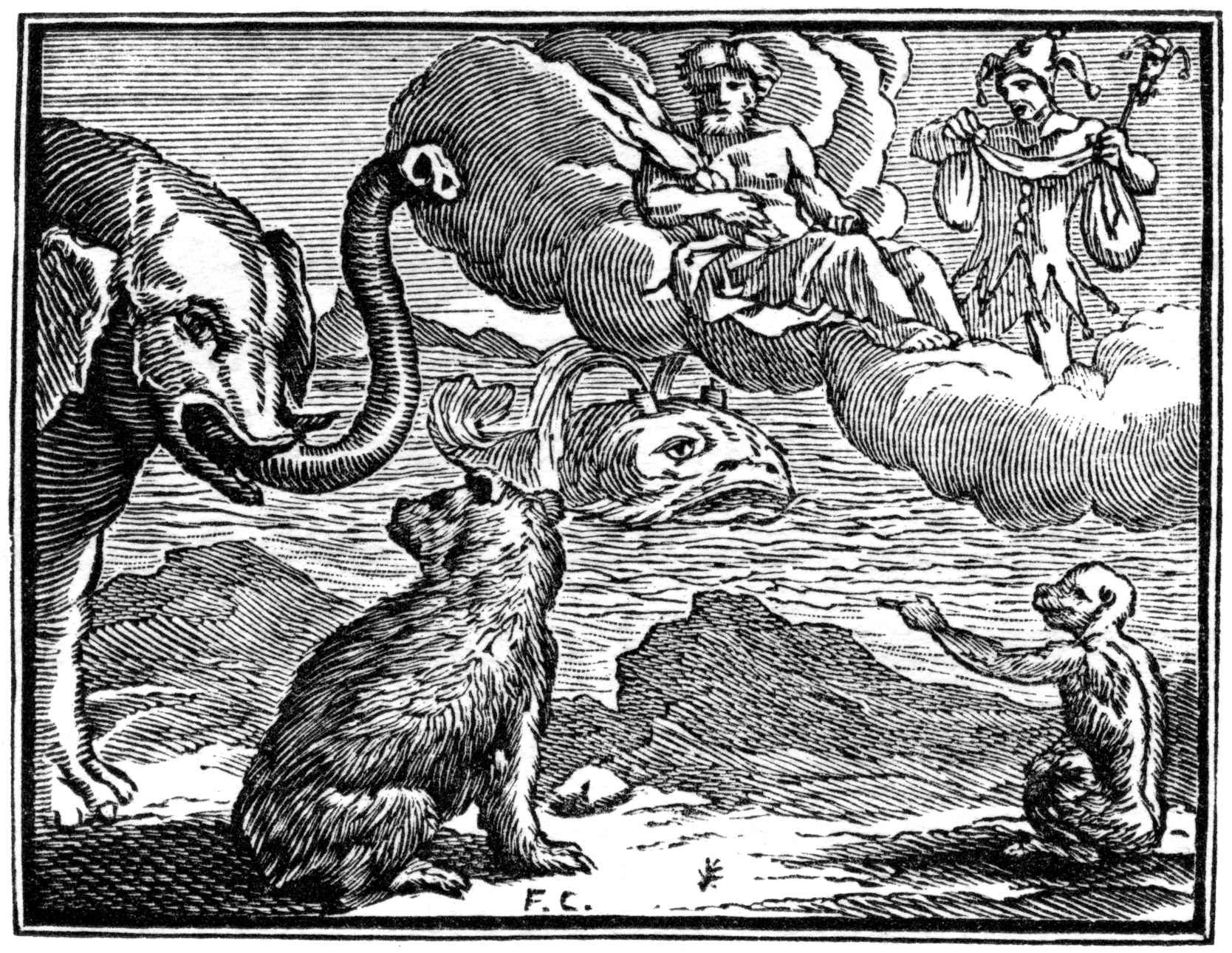
La besace, par François Chauveau.
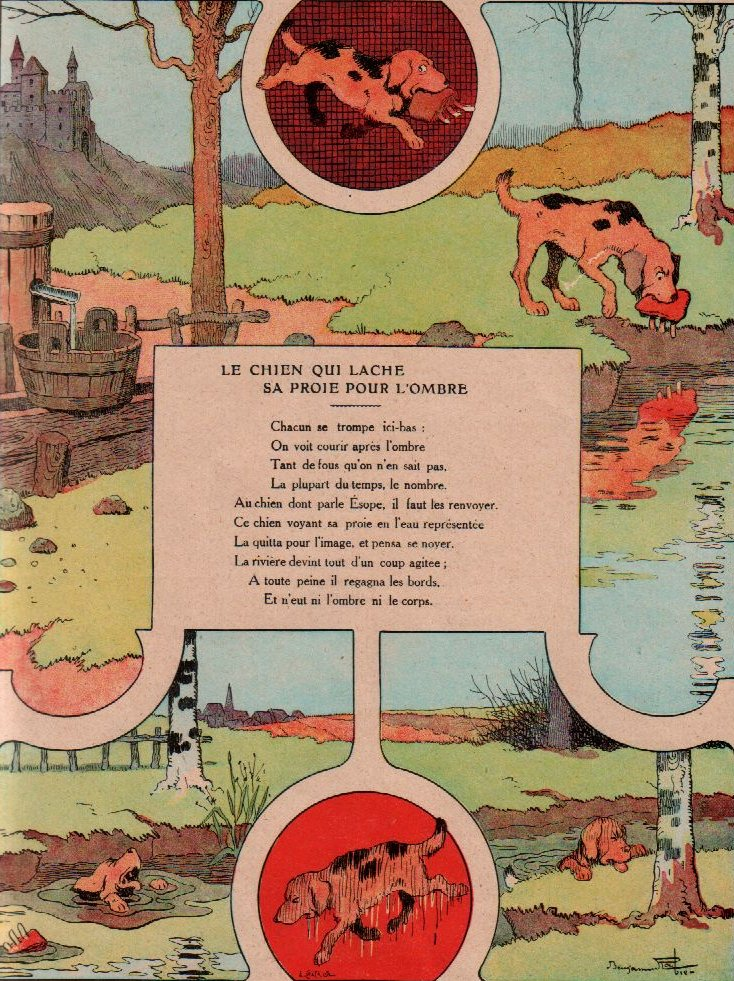
La chien qui lâche la proie pour l'ombre, par Benjamin Rabier.
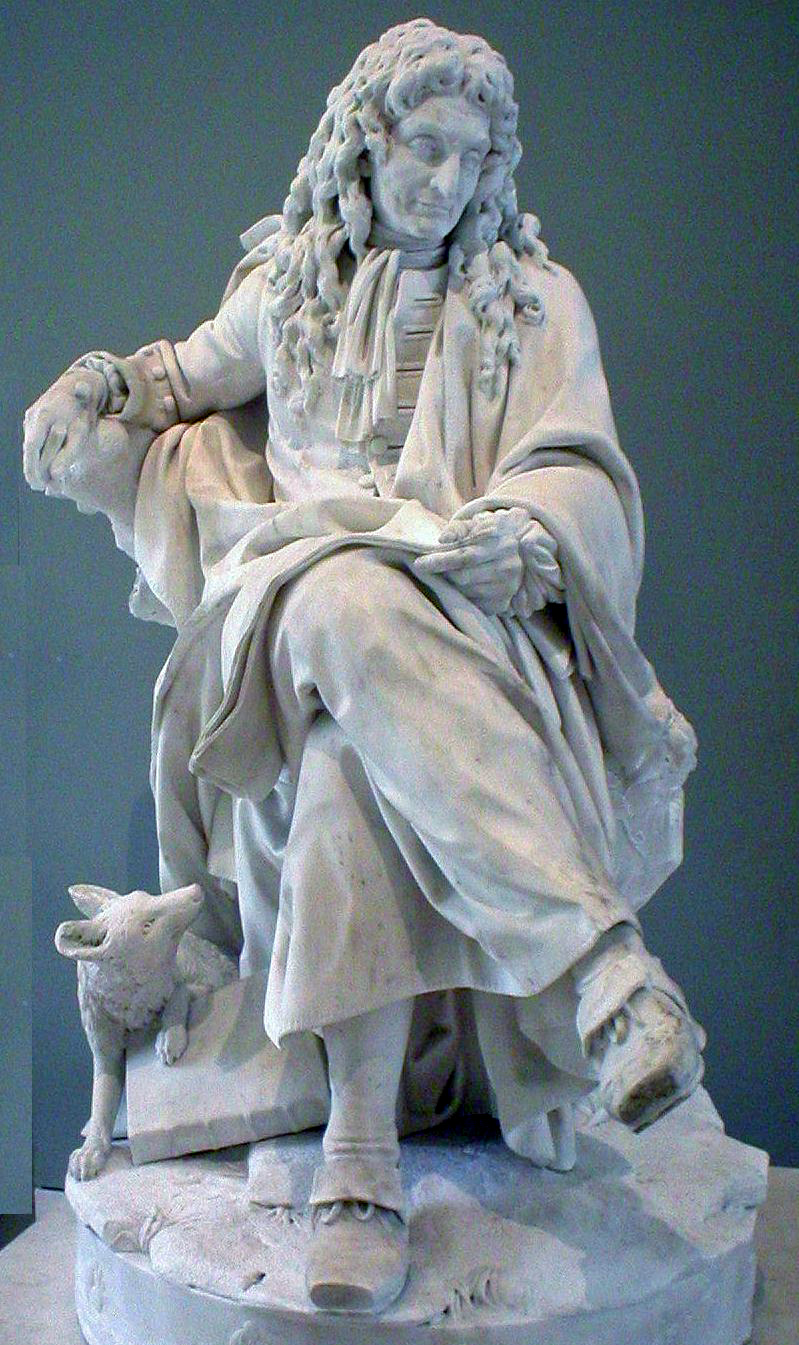
Statue de Pierre Julien au musée du Louvre à Paris.
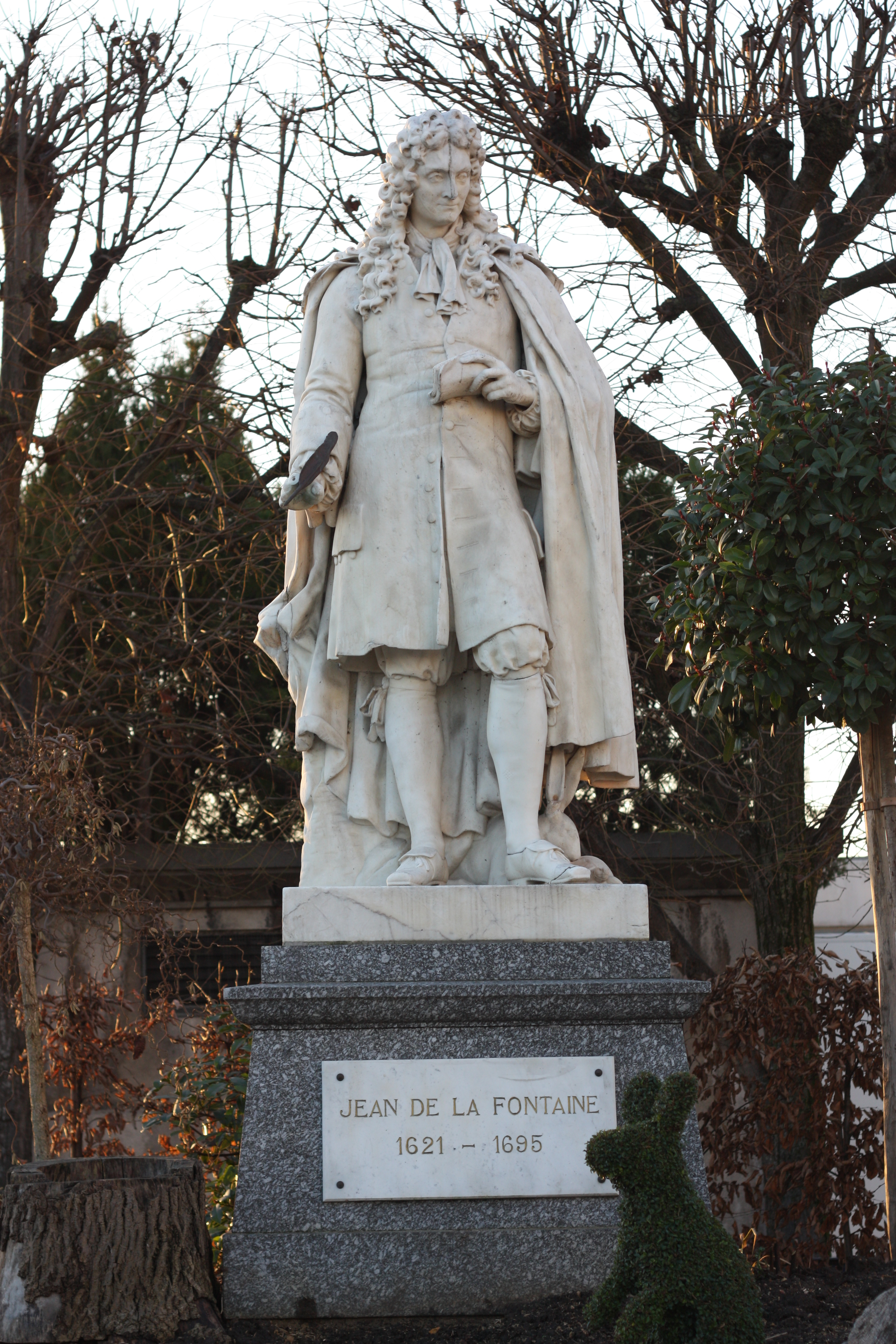
Statue de Charles-René Laitié à Château-Thierry.

#### Sur Jean de La Fontaine
- Jean de La Fontaine de l'Académie française, dans Charles Perrault, Les Hommes illustres qui ont paru en France pendant ce siècle, chez Antoine Dezallier, 1697, tome 1, p. 83-84 (lire en ligne)
- I. Salesse, Un coin de la Champagne et du Valois au XVIIe siècle : Jean de la Fontaine-Marie Héricart, Château-Thierry : Lacroix, 1894. (lire en ligne)
- Louis Roche, La Vie de Jean de La Fonatine, Paris, Librairie Plon, 1913.
- Augustin Cabanès, La Fontaine, Albin Michel, 1931.
- Pierre Clarac, La Fontaine, Bordas, 1949. Nouvelle édition revue et corrigée, Paris, Hatier, 1959.
- Pierre Clarac, La Fontaine, Paris, Le Seuil, coll. Écrivains de toujours, 1961.
- Jean-Pierre Collinet, Le Monde littéraire de La Fontaine, Presses universitaires de Grenoble, 1970.
- Jean Orieux, La Fontaine ou La vie est un conte, Paris, Flammarion, 1976.
- Pierre Boutang, La Fontaine politique, J.-E. Hallier, Albin Michel, 1981.
- Raymond Josse, Jehan de La Fontaine vu par un homme de son pays, Château-Thierry, Société historique et archéologique de Château-Thierry,1987.
- Roger Duchêne, La Fontaine, Paris, Fayard, 1990, 559 p. (ISBN 2-213-02364-6, BNF 35074480).
- Gaston Compère, Yves-Marie Lucot et Gérard Gréverand, Au pays de La Fontaine : un homme, une œuvre, un lieu, Paris, Castermann, coll. « Beaux livres du patrimoine », 1994, 173 p. (ISBN 2-203-60213-9, OCLC 32432070, BNF 35728165)Emmanuel Bury, L'Esthétique de La Fontaine, Sedes, 1995.
- Marc Fumaroli, Le Poète et le Roi : Jean de La Fontaine en son siècle, édition de Fallois, 1997, puis Le Livre de poche, références.
- Valère Staraselski, Le Maître du jardin, dans les pas de La Fontaine, Le Cherche-midi, 2011.
- Erik Orsenna, La Fontaine : une école buissonnière, Stock, 2017, 198 p. (lire en ligne)
- Anne-Marie Le Bon, Jean de La Fontaine, Le petit salon, Invitation à la découverte, carnet no 2, Musée des beaux-arts de Carcassonne, 2021   (ISBN 979-10-91148-74-0).

#### Sur les fables
- Hippolyte Taine, La Fontaine et ses fables, Hachette,1860
- René Jasinski, La Fontaine et le Premier Recueil des Fables, Nizet, 1966.
- Louis Marin, Le récit est un piège, Minuit, 1978.
- Revue Le Fablier, depuis 1989, annuelle.
- Patrick Dandrey, La Fabrique des Fables, Klincksieck, 1992 ; troisième édition revue et remaniée, 2010.
- Olivier Leplatre, Le Pouvoir et la Parole dans les Fables, PUL, 2000.
- Jean-Charles Darmon, Philosophies de la fable : La Fontaine et la Crise du lyrisme, PUF, 2002.
- Marc Escola, Lupus in fabula : Six façons d'affabuler La Fontaine, Presses universitaires de Vincennes, 2003.
- Philippe Collas, Jean de La Fontaine Détective, Les Fables sont des crimes (5 volumes), Plon, 2004/2007
- Yves Le Pestipon, Je plie et ne romps pas : Essai de lecture ininterrompue du premier livre des Fables, Presses universitaires de Rouen et du Havre, 2011.
- Sylvie Dodeller, La Fontaine : En vers et contre tout !, Paris, L'École des loisirs, 2017, 108 p. (ISBN 978-2-211-23739-0)

#### Sur les contes et nouvelles
- Jean-Pierre Collinet, notice des Œuvres complètes, Fables, Contes et nouvelles, t. 1, Gallimard, Bibliothèque de la Pléiade, 1991.
- Tiphaine Rolland, L’Atelier du conteur. Les Contes et nouvelles de La Fontaine. Ascendances, influences, confluences, Paris, H. Champion, 2014
- Tiphaine Rolland, Le "vieux magasin" de La Fontaine. Les Fables, les Contes et la tradition européenne du récit plaisant, Droz, coll. "Travaux du Grand Siècle", 2020.
- Tiphaine Rolland et Romain Weber, Ventre d’un petit poisson, rions ! Liminaires des recueils plaisants (XVe-XVIIe s.), Reims, Éditions et Presses Universitaires de Reims, coll. Héritages critiques, 2022. Le chapitre n° 50 (p. 487-500), est consacré aux Contes et nouvelles.

### Notices et ressources
- Notices d'autorité :   - VIAF
  - ISNI
  - BnF (données)
  - IdRef
  - LCCN
  - GND
  - Italie
  - Japon
  - CiNii
  - Espagne
  - Belgique
  - Pays-Bas
  - Pologne
  - Israël
  - NUKAT
  - Catalogne
  - Suède
  - Vatican
  - WorldCat
- Notices dans des dictionnaires ou encyclopédies généralistes :   - Britannica
  - Brockhaus
  - Den Store Danske Encyklopædi
  - Deutsche Biographie
  - Enciclopedia italiana
  - Enciclopédia Itaú Cultural
  - Gran Enciclopèdia Catalana
  - Hrvatska Enciklopedija
  - Internetowa encyklopedia PWN
  - Nationalencyklopedin
  - Store norske leksikon
  - Treccani
  - Universalis
  - Visuotinė lietuvių enciklopedija
- Ressources relatives aux beaux-arts :   - AGORHA
  - Art Institute of Chicago
  - British Museum
  - MutualArt
  - National Gallery of Art
  - National Portrait Gallery
  - Nationalmuseum
  - RKDartists
  - Royal Academy of Arts
  - Te Papa Tongarewa
  - Union List of Artist Names
- Ressources relatives à la musique :   - International Music Score Library Project
  - Carnegie Hall
  - Discography of American Historical Recordings
  - Discogs
  - Grove Music Online
  - MusicBrainz
  - Muziekweb
  - Répertoire international des sources musicales
- Ressources relatives à l'audiovisuel :   - Africultures
  - AllMovie
  - Allociné
  - Filmportal
  - IMDb
- Ressources relatives à la littérature :   - Académie française (membres)
  - Internet Speculative Fiction Database
  - Printemps des poètes
  - Projet de recherche en littérature de langue bretonne
- Ressources relatives au spectacle :   - Les Archives du spectacle
  - César
  - Kunstenpunt
- Ressources relatives à la bande dessinée :   - BD Gest'
  - Comic Vine
  - Tebeosfera
- Ressources relatives à plusieurs domaines :   - Radio France
  - Répertoire du patrimoine culturel du Québec
- Ressource relative à la recherche :   - Dictionnaire des orientalistes de langue française